# 美國海軍戰艦列表

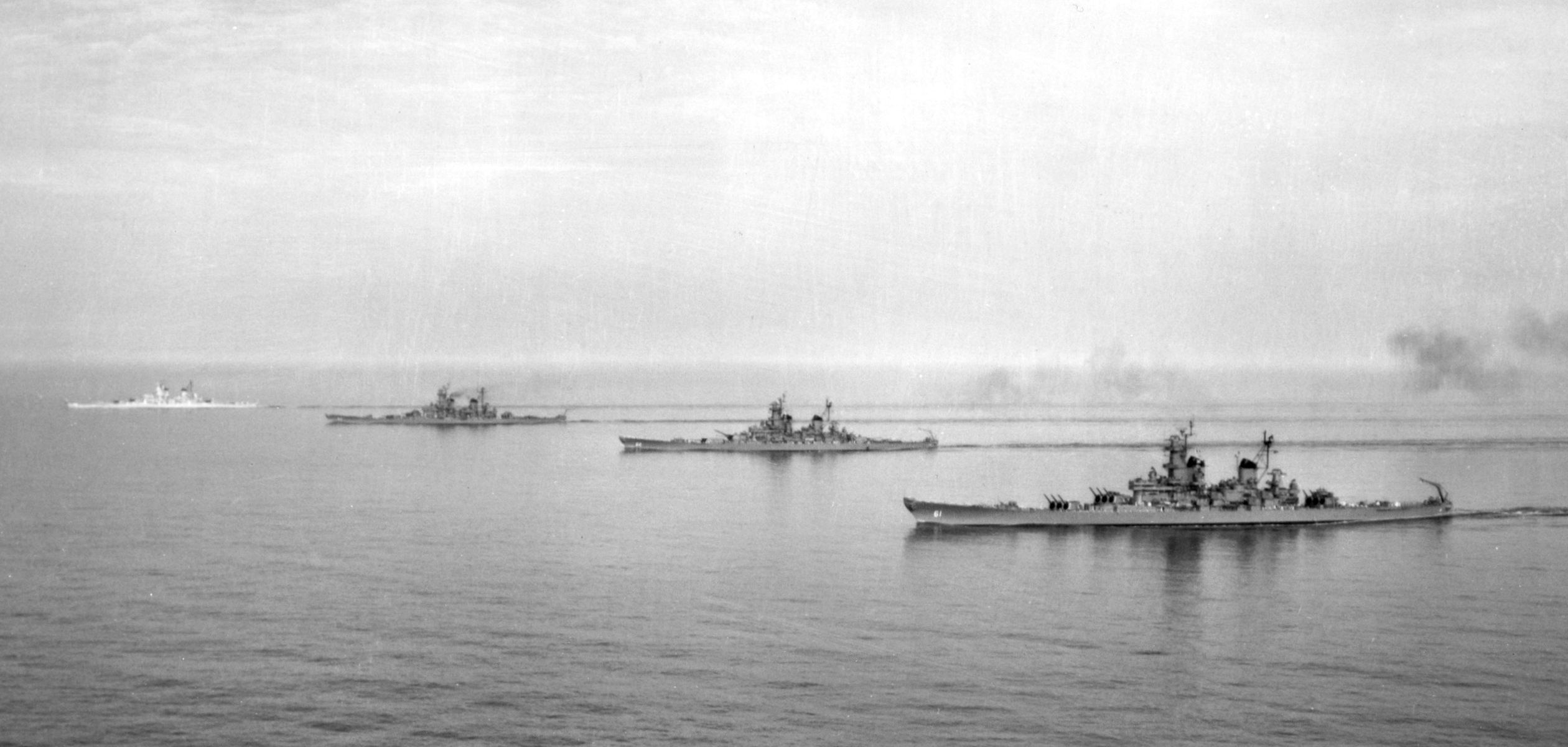
1954年演习中的四艘爱荷华级战列舰——美国建造的最后一批战列舰

美國海軍戰艦列表记录了美国海军自19世纪90年代至20世纪40年代间建造的一系列战列舰。19世纪末美国的孤立主义政策深刻影响了其早期战列舰设计——印第安纳级、“愛荷華”号及奇爾沙治級主要被设计用于近海防御任务。这种设计理念随着更现代化、更适合远洋作战的伊利諾級和緬因級的出现而进入转型期。1898年美西战争的胜利证明了强大战列舰舰队的价值和必要性，随后的維吉尼亞級和康乃狄克級在设计上比前代舰型更庞大、火力更强。然而舰体规模的扩大也导致建造成本激增，引发美国国会及海军内部的激烈争论，最终促使密西西比級采用了缩小的设计方案。
1906年英国战列舰“无畏”号的服役彻底改变了世界海军造舰格局，使当时美国所有现役战列舰瞬间过时。美国首批无畏舰南卡羅萊納級与“无畏”号同期设计，其主炮布局实现了革命性创新。随后诞生的德拉瓦級、佛羅里達級、懷俄明級和紐約級均沿袭前代设计基础，舰体规模持续扩大。针对海军战列舰吨位与成本不断攀升的反对声浪，催生了所谓“标准型战列舰”（Standard-type battleships）——这类战舰以统一的主武器配置、装甲防护、续航能力和航速为特征，可实现编队协同作战。首型标准舰内华达级之后，相继建成了宾夕法尼亚级、新墨西哥级、田纳西级和科罗拉多级。按原计划，南达科他级将成为最后一代标准舰，但其设计指标较前型舰有大幅提升。随着1922年《华盛顿海军条约》的签署，该级战舰最终遭取消建造。
《华盛顿海军条约》与1930年《伦敦海军条约》禁止各国在1936年前新建战列舰，并将新舰标准排水量限制在3.6万吨。1936年《第二次伦敦海军条约》不仅维持了吨位上限，还将主炮口径限制在356毫米。北卡罗来纳级战列舰虽按此标准设计，但美国随后援引“弹性条款”，将其主炮口径提升至406毫米。随着华盛顿海军条约体系的瓦解，更大吨位战舰的建造禁令随之解除。由于国会反对舰体继续扩大，南达科他级在缩减排水量的前提下强化了装甲与火力配置。不过这种政治阻力很快消退，使得排水量超出万吨的爱荷华级最终获得批准。美国共开工建造六艘战列舰，其中最后两艘因二战结束而中止建造。作为美国海军终极战列舰方案的蒙大拿级，原计划成为该国史上最庞大、火力最强且防护最优的战舰，但最终为优先发展航空母舰而遭取消。
美国建造的战列舰在近一个世纪里参与了多场重大战争。其首战是美西战争，印第安纳级战列舰与“愛荷華”号在圣地亚哥海战中全歼西班牙装甲巡洋舰队。第一次世界大战期间，特拉华级、佛罗里达级、怀俄明级和纽约级无畏舰组成战列舰第九分队，加入英国大舰队作战。根据《华盛顿海军条约》规定，多数前无畏舰及早期无畏舰于1920年代被拆解。二战时期，怀俄明级、纽约级、内华达级、宾夕法尼亚级、新墨西哥级、田纳西级和科罗拉多级战舰主要执行太平洋战区的岸轰任务，而北卡罗来纳级、南达科他级和愛荷華级高速战列舰则承担航母护航职责。战后绝大多数战列舰遭拆解，唯愛荷華级四舰在后世多次复役，先后参与朝鲜战争、越南战争和海湾战争。现存美国战列舰博物馆包括：纽约级的“德克薩斯”號、北卡罗来纳级的“北卡羅萊納”號、南达科他级的“麻薩諸塞”號与“阿拉巴馬”號，以及全部四艘完工的愛荷華级战列舰。
| 主要武器 | 主炮的数量和尺寸               |
| 排水量   | 满载船舶排水量                 |
| 推进系统 | 推进器数量、类型和最大速度     |
| 开工     | 安放龙骨的日期                 |
| 下水     | 舰船下水的日期                 |
| 交付     | 舰船投入使用的日期             |
| 结局     | 舰只最终结局（例如沉没、拆解） |

## 前无畏舰

### 印第安纳级

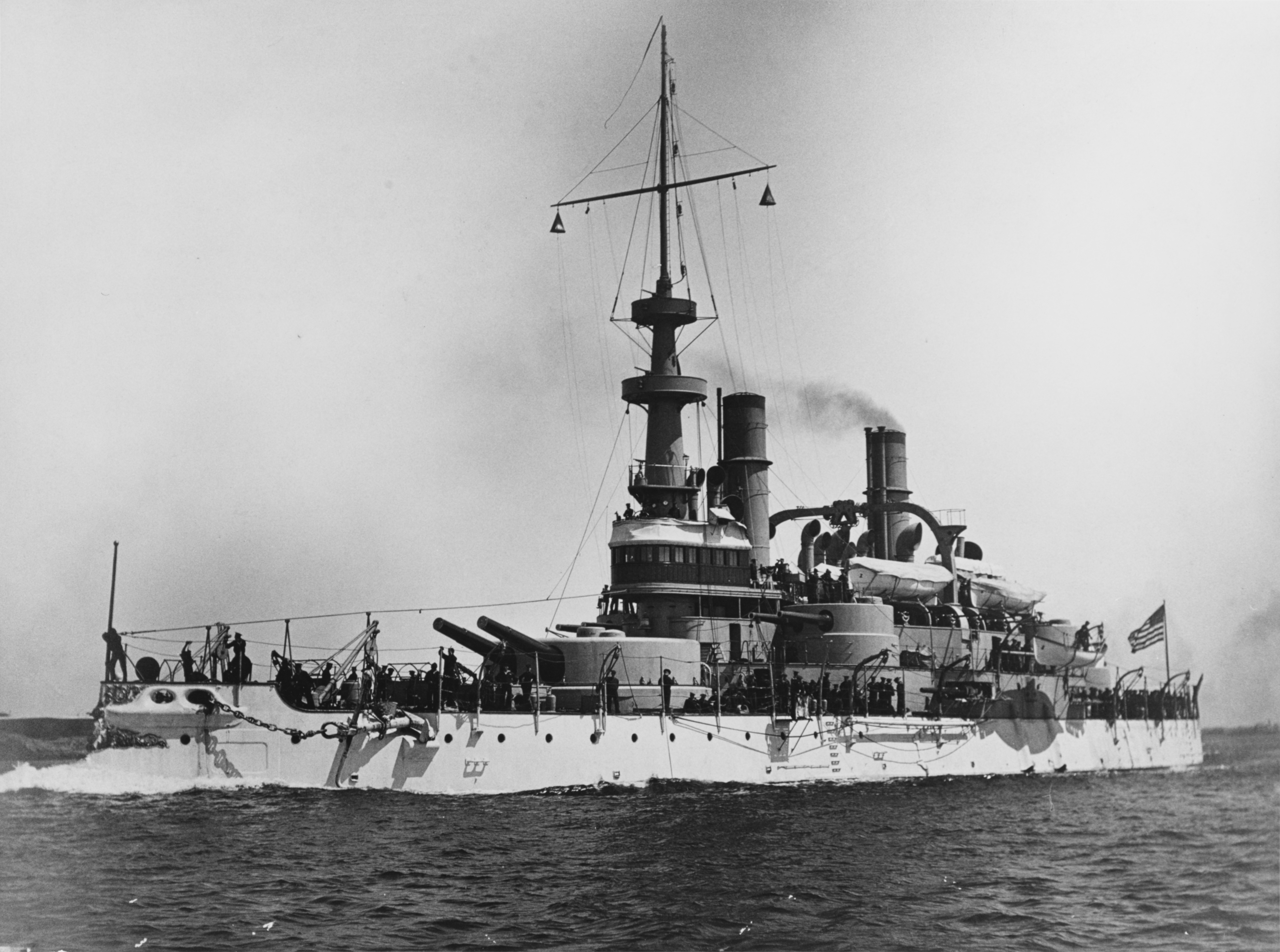
1895-1900年间的美国海军“印第安纳”号战列舰

印第安纳级是美国海军首型主力战列舰，其前身是数年前以小型受限方案建造的二线战列舰“德克薩斯”號。该级舰的建造预算历经国会多轮激辩才获批准——争议焦点既涉及海军扩张的必要性与成本，也折射出美国孤立主义思潮的影响。虽然设计定位为近海防御舰（缺乏远洋适航性：续航力有限且干舷较低，严重制约其作战半径），但该级舰却配置了异常厚重的装甲与当时罕见的203毫米二级主炮系统，火力远超同期各国战列舰。不过这种激进设计导致舰体稳定性存在严重缺陷。
该级战舰在服役初期主要执行日常训练任务，活动相对平静。1898年美西战争爆发后，各舰被紧急调往古巴战区——其中“奧勒岡”號更是从西海岸出发不惜绕道南美洲，完成了一场史诗性的远航驰援。在封锁圣地亚哥港的作战中，“印第安納”號与“奧勒岡”號联手参加了1898年7月的圣地亚哥海战，成功击沉西班牙装甲巡洋舰队。战后虽回归训练舰职责，但“奧勒岡”號仍活跃于美菲战争和八国联军侵华战争等海外战场。1900年代末各舰陆续退役，后偶尔作为训练舰重新启用。其中“印第安納”號与“麻薩諸塞”號分别于1920年和1921年作为靶舰击沉，前者残骸于1924年被打捞拆解；而“奧勒岡”號虽在1925年被改建为博物馆舰，却于1941年被海军重新征用，最终在1956年拆解。
| 舰名         | 主要武器   | 排水量  | 推进系统                               | 服役       | 服役       | 服役       | 服役       |
| 舰名         | 主要武器   | 排水量  | 推进系统                               | 开工       | 下水       | 交付       | 结局       |
| ------------ | ---------- | ------- | -------------------------------------- | ---------- | ---------- | ---------- | ---------- |
| “印第安納”號 | 4门330毫米 | 11876吨 | 2台三联膨胀发动机；15节（28公里/小时） | 1891年5月  | 1893年2月  | 1895年11月 | 1924年拆解 |
| “麻薩諸塞”號 | 4门330毫米 | 11876吨 | 2台三联膨胀发动机；15节（28公里/小时） | 1891年6月  | 1893年6月  | 1896年6月  | 1921年沉没 |
| “奧勒岡”號   | 4门330毫米 | 11876吨 | 2台三联膨胀发动机；15节（28公里/小时） | 1891年11月 | 1893年10月 | 1896年7月  | 1956年拆解 |

### “爱荷华”号战列舰

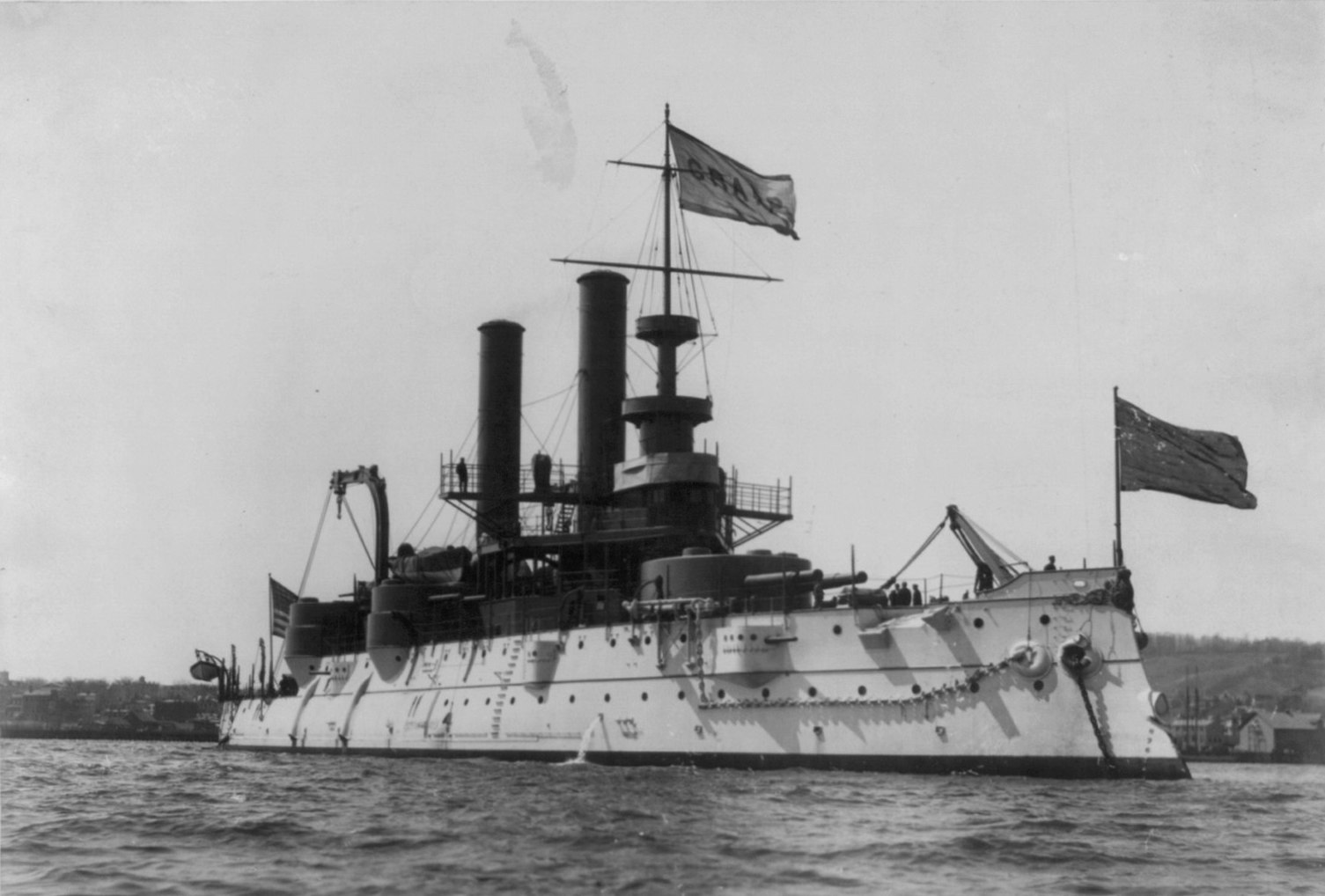
1897年的美国海军“愛荷華”号战列舰

与印第安纳级相同，“愛荷華”号战列舰主要设计用于近海防御，其设计特点包括：通过削减部分结构重量来增加储煤量以提升续航力；将主炮缩减为4门305毫米口径火炮；取消部分203毫米二级主炮，改用102毫米副炮；采用新型装甲在保持同等防护水平的同时减少厚度；此外还采用了更高的艏楼和更长的舰体设计。
“愛荷華”号战列舰在服役首年主要执行大西洋常规训练任务，1898年初调往加勒比海地区。美西战争爆发后，该舰先后参与波多黎各圣胡安炮击战和圣地亚哥海战，并成功击沉三艘西班牙装甲巡洋舰。战后十年间，该舰重新回归训练舰职责，在大西洋和太平洋海域执行常规任务而未发生重大事件。1908至1910年间接受现代化改装后转为训练舰，1913年退役，但第一次世界大战期间曾短暂重新服役。1919年被改装为靶舰，直至1923年被击沉。
| 舰名       | 主要武器   | 排水量  | 推进系统                               | 服役      | 服役      | 服役      | 服役                 |
| 舰名       | 主要武器   | 排水量  | 推进系统                               | 开工      | 下水      | 交付      | 结局                 |
| ---------- | ---------- | ------- | -------------------------------------- | --------- | --------- | --------- | -------------------- |
| “愛荷華”號 | 4门305毫米 | 12850吨 | 2台三联膨胀发动机；16节（30公里/小时） | 1893年8月 | 1896年3月 | 1897年6月 | 1923年被作为靶舰击沉 |

### 奇爾沙治級

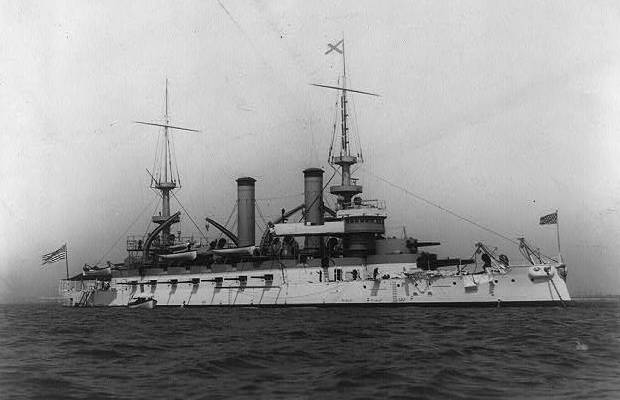
1906年的美国海军“奇尔沙治”号战列舰

美国因1893年经济危机和海军部长反对而推迟了新战列舰的建造计划，直至1895年才批准新舰级的建造。奇尔沙治级的设计在印第安纳级和“愛荷華”号之间取得了折中，其干舷高度高于印第安纳级但低于“愛荷華”号。该级舰扩大了装甲防护范围，采用改进的装甲甲板布局，使舰体内部空间获得更好保护。两舰还采用了独特的武器配置方案：在330毫米双联装主炮塔顶部固定安装了203毫米双联装副炮塔。

“奇尔沙治”号在服役前五年担任北大西洋分舰队旗舰，而“肯塔基”号则被派往中国镇压义和团运动，并在东南亚地区驻守至1904年。两舰于1907-1909年间作为西奥多·罗斯福总统派遣的“大白舰队”成员完成环球航行，此举既提升了美国国际声望，也向国会证明了建设强大海军的必要性。1909-1911年完成现代化改装后转入预备役，此后十年主要作为训练舰使用，直至1920年最终退役。“肯塔基”号于1922年迅速拆解，而“奇尔沙治”号则被改装为起重船并一直服役至1955年才拆解。
| 舰名         | 主要武器   | 排水量  | 推进系统                               | 服役      | 服役      | 服役      | 服役       |
| 舰名         | 主要武器   | 排水量  | 推进系统                               | 开工      | 下水      | 交付      | 结局       |
| ------------ | ---------- | ------- | -------------------------------------- | --------- | --------- | --------- | ---------- |
| “奇爾沙治”號 | 4门330毫米 | 13060吨 | 2台三联膨胀发动机；16节（30公里/小时） | 1896年6月 | 1898年3月 | 1900年2月 | 1955年拆解 |
| “肯塔基”號   | 4门330毫米 | 13060吨 | 2台三联膨胀发动机；16节（30公里/小时） | 1896年6月 | 1898年3月 | 1900年5月 | 1923年拆解 |

### 伊利诺伊级

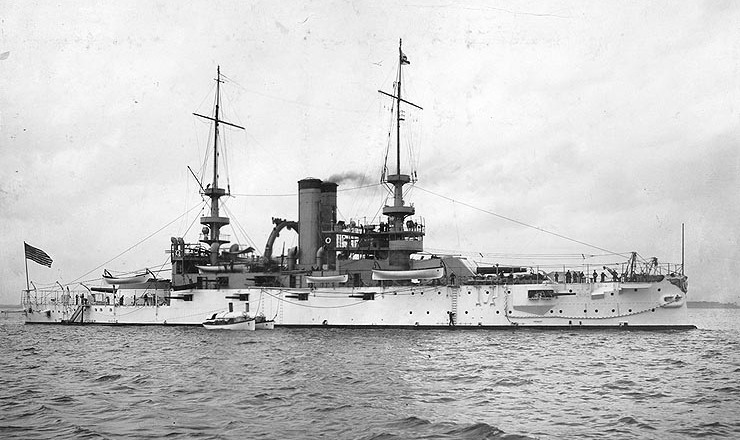
1901-1908年间的美国海军“伊利诺伊”号战列舰

伊利诺伊级的设计摒弃了前代战列舰以近海防御为主的功能定位，其适航性较印第安纳级和奇尔沙治级有显著提升。为增加吃水深度，该级舰取消了203毫米二级主炮，改用性能更优的152毫米火炮。伊利诺伊级还采用了新型330毫米炮塔设计，其前部采用倾斜装甲并优化了配重平衡，确保舰炮侧向射击时不会导致舰体过度倾斜。
“伊利诺伊”号和“阿拉巴马”号最初在北大西洋分舰队服役，1902年曾短暂调往欧洲海域，而“威斯康星”号则配属太平洋舰队和亚洲舰队。1907年“伊利诺伊”号和“阿拉巴马”号随大白舰队从东海岸出发，绕行南美洲后与西海岸的“威斯康星”号会合，期间“阿拉巴马”号因发动机故障退出航行。三舰于1909年完成现代化改装，1912年起转入预备役作为训练舰使用直至1920年退役。“阿拉巴马”号1921年作为靶舰被击沉后拆解，“威斯康星”号于1922年拆解，“伊利诺伊”号则被改装为纽约海军民兵的浮动军械库，直至1956年拆解。
| 舰名         | 主要武器   | 排水量  | 推进系统                               | 服役       | 服役       | 服役       | 服役       |
| 舰名         | 主要武器   | 排水量  | 推进系统                               | 开工       | 下水       | 交付       | 结局       |
| ------------ | ---------- | ------- | -------------------------------------- | ---------- | ---------- | ---------- | ---------- |
| “伊利諾”號   | 4门330毫米 | 12450吨 | 2台三联膨胀发动机；16节（30公里/小时） | 1897年2月  | 1898年10月 | 1901年9月  | 1956年拆解 |
| “阿拉巴馬”號 | 4门330毫米 | 12450吨 | 2台三联膨胀发动机；16节（30公里/小时） | 1896年12月 | 1898年5月  | 1900年10月 | 1924年拆解 |
| “威斯康辛”號 | 4门330毫米 | 12450吨 | 2台三联膨胀发动机；16节（30公里/小时） | 1897年2月  | 1898年11月 | 1901年2月  | 1922年拆解 |

### 缅因级

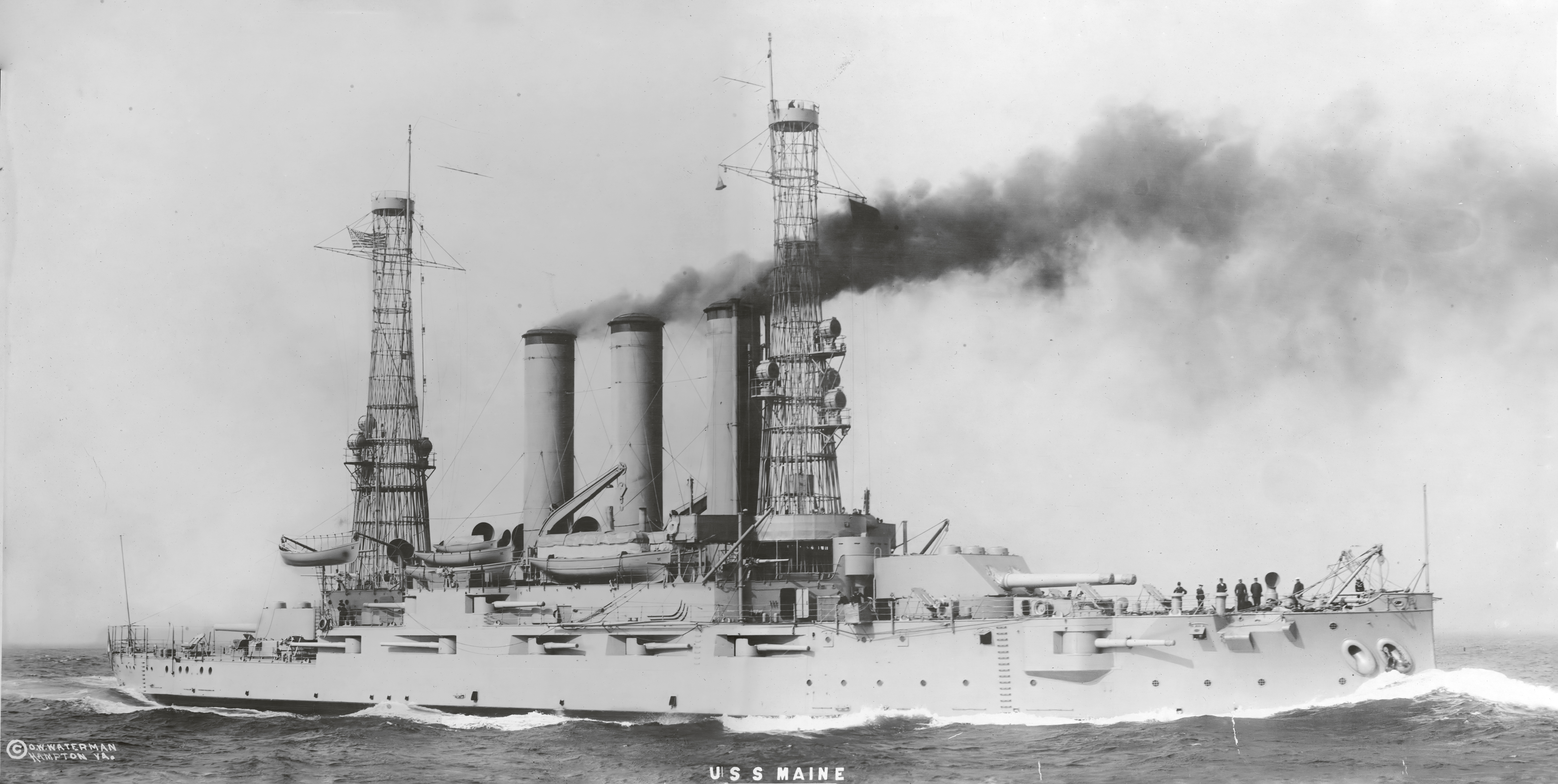
1911年左右的美国海军“缅因”号战列舰

1898年美国海军本无意订购新战列舰，但装甲巡洋舰“缅因”号的沉没及随后爆发的西美战争，促使国会迅速批准了新的海军扩建计划。首批三艘新战列舰中，首舰以沉没的“缅因”号命名。此时多项技术突破已实现：包括更高效的锅炉系统、新型装甲工艺（在同等防护下可减薄厚度），并首次采用无烟火药，由此研发的305毫米舰炮实现了更高的初速。
三舰服役初期主要执行常规训练任务，“缅因”号和“密苏里”号配属北大西洋舰队，“俄亥俄”号则派驻以菲律宾为基地的亚洲舰队。1907-1909年间三舰均参与大白舰队环球航行，但“缅因”号因锅炉故障在南美航段后退出编队，经维修后独立完成环球航行，反而比大舰队更早归航。此后六年三舰均未经历重大事件：“密苏里”号转为训练舰，“俄亥俄”号在墨西哥革命期间被派往当地。第一次世界大战期间三舰均作为训练舰使用，1919-1920年间相继退役，数年后拆解。
| 舰名       | 主要武器   | 排水量  | 推进系统                               | 服役      | 服役       | 服役       | 服役       |
| 舰名       | 主要武器   | 排水量  | 推进系统                               | 开工      | 下水       | 交付       | 结局       |
| ---------- | ---------- | ------- | -------------------------------------- | --------- | ---------- | ---------- | ---------- |
| “緬因”號   | 4门305毫米 | 13900吨 | 2台三联膨胀发动机；18节（33公里/小时） | 1899年2月 | 1901年7月  | 1902年12月 | 1922年拆解 |
| “密蘇里”號 | 4门305毫米 | 13900吨 | 2台三联膨胀发动机；18节（33公里/小时） | 1900年2月 | 1901年12月 | 1903年12月 | 1922年拆解 |
| “俄亥俄”號 | 4门305毫米 | 13900吨 | 2台三联膨胀发动机；18节（33公里/小时） | 1899年4月 | 1901年5月  | 1904年10月 | 1923年拆解 |

### 弗吉尼亚级

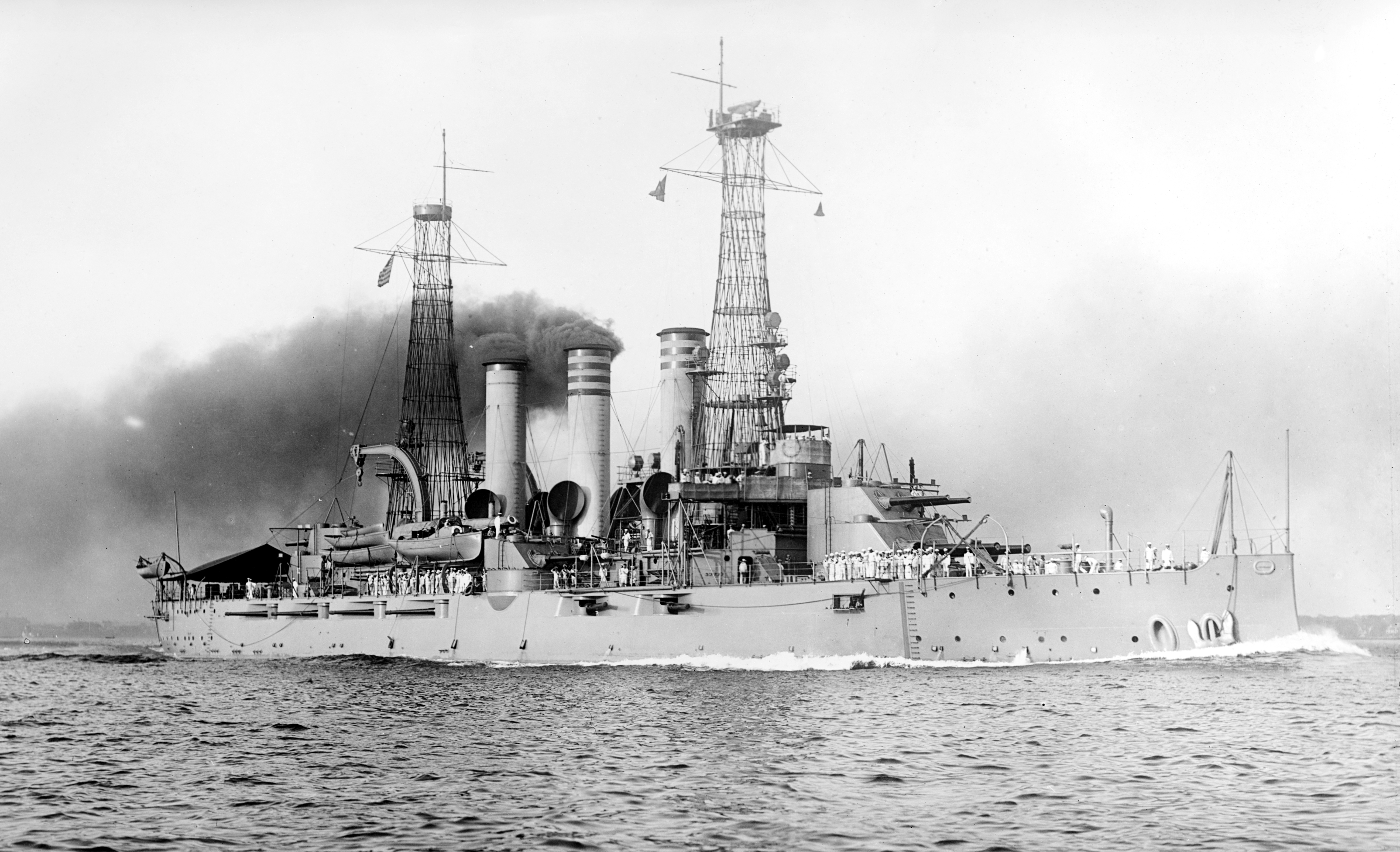
1910–1913年间的美国海军“弗吉尼亚”号战列舰

美西战争的胜利深刻改变了美国造舰方针，海战实践证明远洋作战需要强大的战列舰力量，促使美国放弃了近海防御舰的建造思路。国会随后批准了更大吨位的舰艇方案，新设计以缅因级为基础，但沿用了奇尔沙治级的武器布局——在305毫米主炮塔顶部固定安装203毫米副炮塔。这种设计存在严重缺陷：203毫米炮全速射击时会干扰主炮运作。而1906年英国皇家海军“无畏”号的服役更引发全球海军革命，使得弗吉尼亚级战列舰刚服役数月就沦为过时装备。
五艘战舰的服役生涯相对平静，主要承担例行训练任务。它们多数时间隶属大西洋舰队，并参与了1907-1909年大白舰队的环球航行，期间也在加勒比海局势动荡时执行任务。各舰均参与墨西哥革命期间保护美国公民的行动，最终促成1914年初对韦拉克鲁斯的占领。一战初期被用作训练舰，后期转为运输船队回航法国时的护航舰。1920年前全部退役，根据1922年《华盛顿海军条约》规定报废。“維吉尼亞”號和“紐澤西”號1923年作为靶舰被击沉，“內布拉斯加”號、“喬治亞”號和“羅德島”號则于同年拆解。
| 舰名           | 主要武器   | 排水量  | 推进系统                               | 服役      | 服役       | 服役      | 服役       |
| 舰名           | 主要武器   | 排水量  | 推进系统                               | 开工      | 下水       | 交付      | 结局       |
| -------------- | ---------- | ------- | -------------------------------------- | --------- | ---------- | --------- | ---------- |
| “維吉尼亞”號   | 4门305毫米 | 16350吨 | 2台三联膨胀发动机；19节（35公里/小时） | 1902年5月 | 1904年4月  | 1906年5月 | 1923年沉没 |
| “內布拉斯加”號 | 4门305毫米 | 16350吨 | 2台三联膨胀发动机；19节（35公里/小时） | 1902年7月 | 1904年10月 | 1907年7月 | 1923年拆解 |
| “喬治亞”號     | 4门305毫米 | 16350吨 | 2台三联膨胀发动机；19节（35公里/小时） | 1901年8月 | 1904年10月 | 1906年9月 | 1923年拆解 |
| “紐澤西”號     | 4门305毫米 | 16350吨 | 2台三联膨胀发动机；19节（35公里/小时） | 1902年5月 | 1904年11月 | 1906年5月 | 1923年沉没 |
| “羅德島”號     | 4门305毫米 | 16350吨 | 2台三联膨胀发动机；19节（35公里/小时） | 1902年5月 | 1904年5月  | 1906年2月 | 1923年拆解 |

### 康涅狄格级

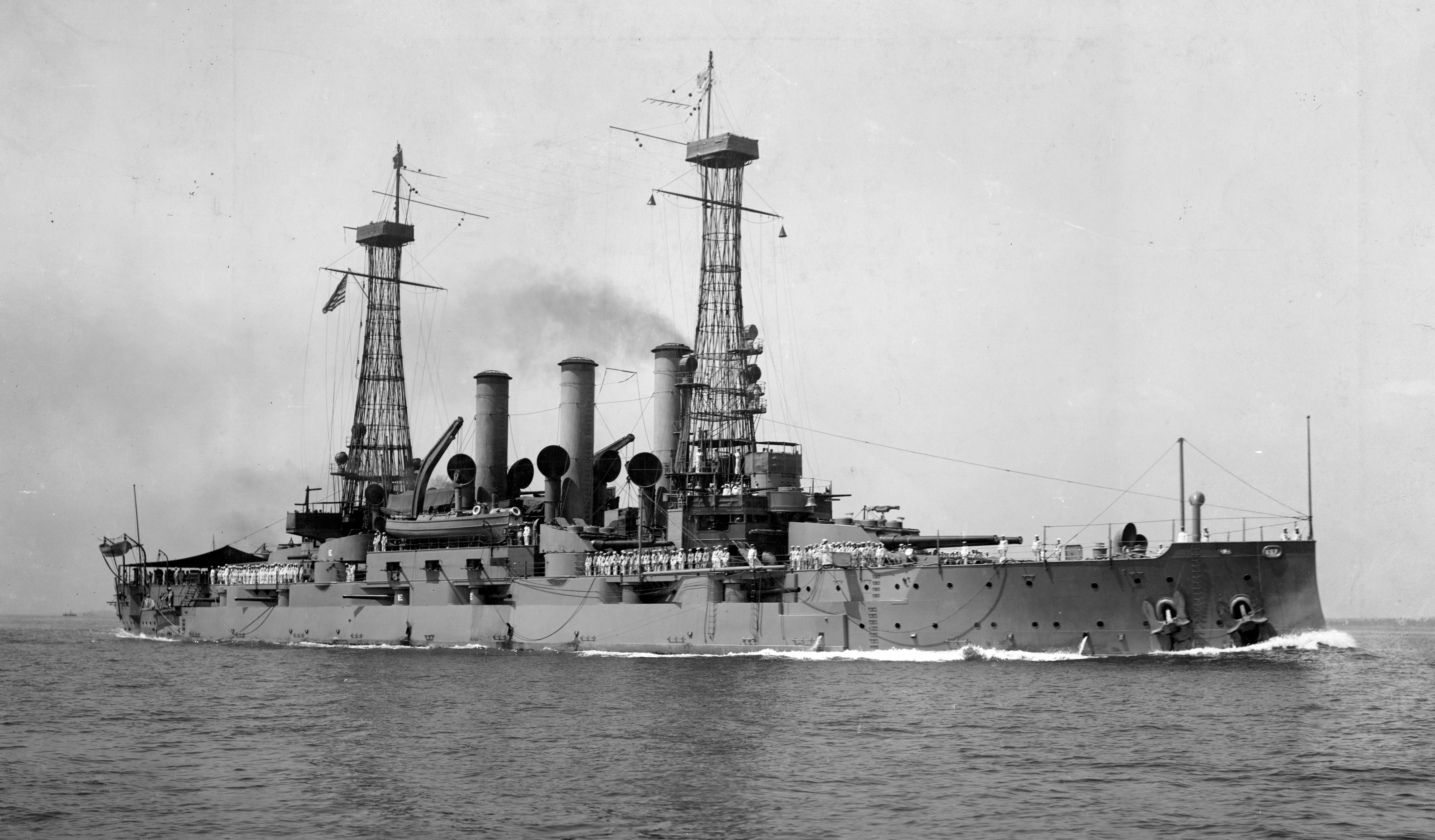
1909–1914年间的美国海军“康涅狄格”号战列舰

康涅狄格级延续了弗吉尼亚级开启的战列舰大型化与火力强化趋势，该级舰配备203毫米与178毫米混合二级主炮。后四艘较前两艘略有装甲防护提升，其中“新罕布夏”號改进尤为显著，因此这四艘有时被单列为佛蒙特级。作为美国海军建造的最强前无畏舰，六级康涅狄格级虽性能比肩外国同类战舰，但因“无畏”号的问世而在服役时即已过时。

该级前五舰甫一服役即随大白舰队启航，尚未完工的“新罕布夏”號虽未能同行，但参与了1909年舰队归国阅舰式。此后数年各舰均在大西洋舰队服役，参与墨西哥革命及韦拉克鲁斯占领行动。从一战爆发至美国参战期间，康涅狄格级被用作炮兵与轮机人员的训练舰。1918年起转任大西洋护航任务，其中“明尼蘇達”號9月触雷严重受损。战后各舰短暂恢复训练舰职能，最终在1920-1923年间陆续退役，数年后拆解。
| 舰名           | 主要武器   | 排水量  | 推进系统                           | 服役       | 服役      | 服役      | 服役               |
| 舰名           | 主要武器   | 排水量  | 推进系统                           | 开工       | 下水      | 交付      | 结局               |
| -------------- | ---------- | ------- | ---------------------------------- | ---------- | --------- | --------- | ------------------ |
| “康乃狄克”號   | 4门305毫米 | 17950吨 | 2台三胀发动机；18节（33公里/小时） | 1903年3月  | 1904年9月 | 1906年9月 | 1923年至1924年拆解 |
| “路易斯安那”號 | 4门305毫米 | 17950吨 | 2台三胀发动机；18节（33公里/小时） | 1903年2月  | 1904年8月 | 1906年6月 | 1923年至1924年拆解 |
| “佛蒙特”號     | 4门305毫米 | 17950吨 | 2台三胀发动机；18节（33公里/小时） | 1904年5月  | 1905年8月 | 1907年3月 | 1923年至1924年拆解 |
| “堪薩斯”號     | 4门305毫米 | 17950吨 | 2台三胀发动机；18节（33公里/小时） | 1904年2月  | 1905年8月 | 1907年4月 | 1923年至1924年拆解 |
| “明尼蘇達”號   | 4门305毫米 | 17950吨 | 2台三胀发动机；18节（33公里/小时） | 1903年10月 | 1905年4月 | 1907年3月 | 1923年至1924年拆解 |
| “新罕布夏”號   | 4门305毫米 | 17950吨 | 2台三胀发动机；18节（33公里/小时） | 1905年5月  | 1906年6月 | 1908年3月 | 1923年至1924年拆解 |

### 密西西比级

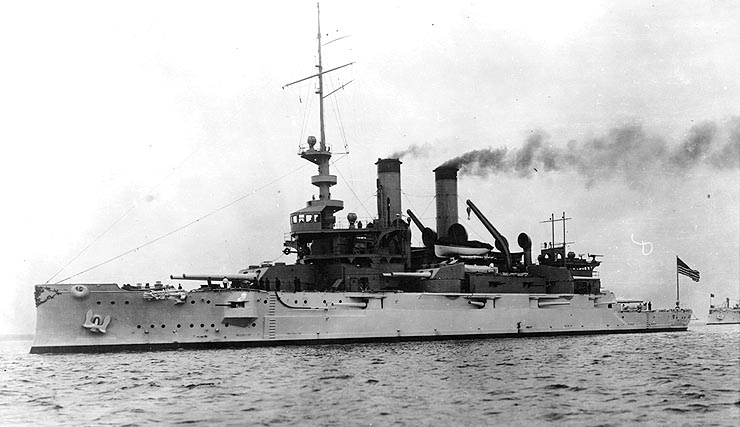
1908年的美国海军“密西西比”号战列舰

19世纪末至20世纪初，美国海军经历大规模扩张，但这一发展未获政府与海军内部一致支持，形成主张技术优势舰艇与倾向低成本建造的两派势力。为此，密西西比级被刻意设计得较前代更小，以控制战列舰的成本增长、吨位膨胀与数量规模。该级舰最终方案试图在适航性、火力与造价间达成最优平衡，但实际建成后适航性能拙劣——在大西洋水域航行时舰体摇晃剧烈，甚至平静海况下也难以保持直线航行，导致其成为极不稳定的射击平台。
“密西西比”号与“爱达荷”号在大西洋舰队服役期间表现平稳，1910年曾访问欧洲，两年后运送海军陆战队赴古巴平息骚乱。不久后两舰退役——“密西西比”号转为彭萨科拉航空站的训练辅助舰，“爱达荷”号则改为训练舰。1914年被希腊购得后分别更名为“基尔基斯”号与“利姆诺斯”号，在希腊皇家海军服役近三十年间，先后参与协约国干涉俄国内战和希土战争，最终在1941年德国入侵希腊时被击沉，战后打捞拆解。
| 舰名         | 主要武器   | 排水量  | 推进系统                               | 服役      | 服役       | 服役      | 服役                               |
| 舰名         | 主要武器   | 排水量  | 推进系统                               | 开工      | 下水       | 交付      | 结局                               |
| ------------ | ---------- | ------- | -------------------------------------- | --------- | ---------- | --------- | ---------------------------------- |
| “密西西比”號 | 4门305毫米 | 14700吨 | 2台三联膨胀发动机；17节（31公里/小时） | 1904年5月 | 1905年9月  | 1908年2月 | 1914年被卖给希腊；20世纪50年代拆解 |
| “愛達荷”號   | 4门305毫米 | 14700吨 | 2台三联膨胀发动机；17节（31公里/小时） | 1904年5月 | 1905年12月 | 1908年4月 | 1914年被卖给希腊；20世纪50年代拆解 |

## 无畏舰

### 南卡罗来纳级

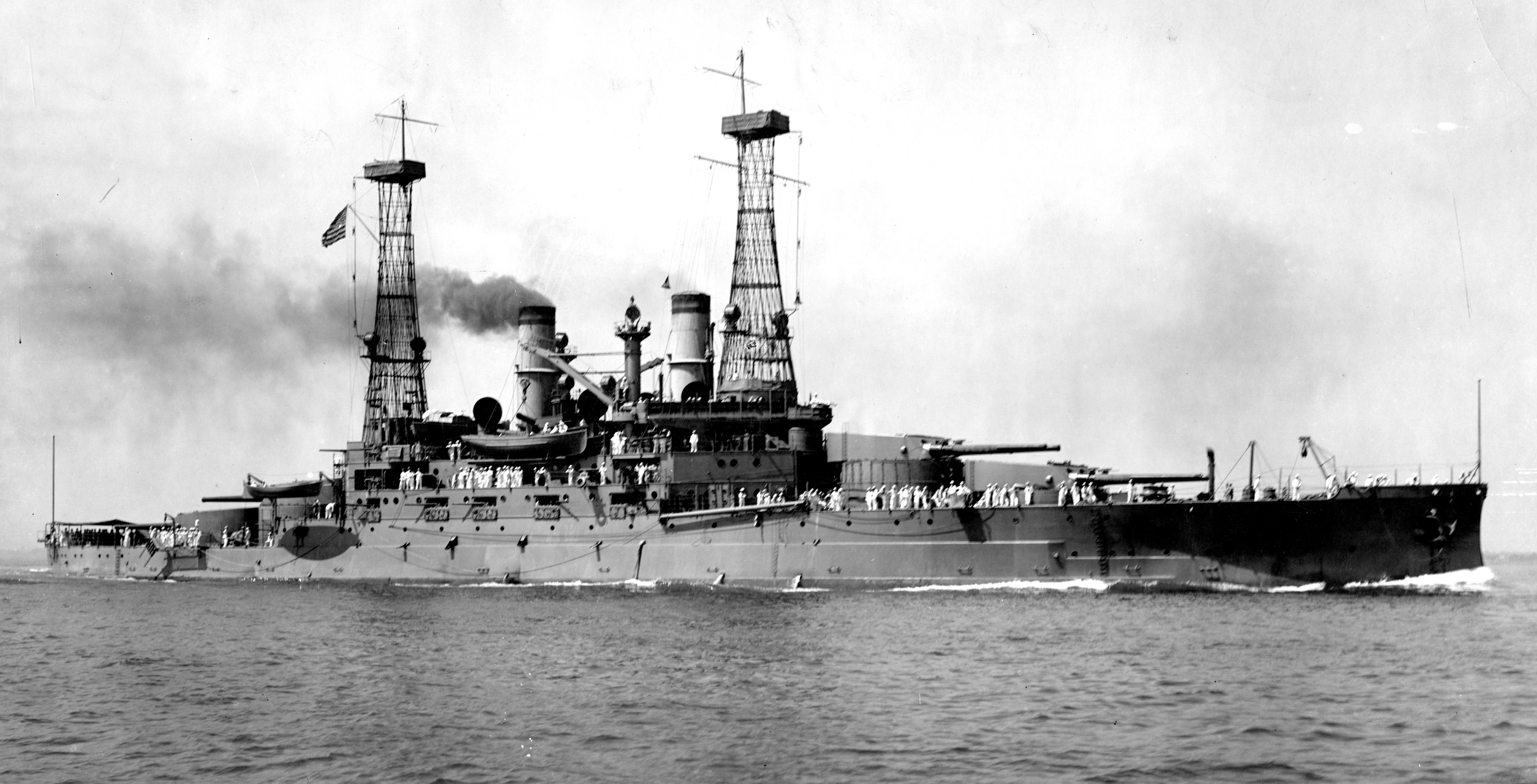
1910–1914年间美国海军“南卡罗来纳”号战列舰

1903年年中，美国海军和政府内部就曾提出过与后来无畏舰规格相似的主力舰构想，其研发进程与英国无畏舰同步且独立进行。尽管遭到海军部分势力反对，设计方案仍经过两年完善，最终于1905年定型。该舰摒弃了前代舰艇采用的混合口径主炮配置，转而采用统一由305毫米主炮与76毫米副炮组成的武器系统，更开创性地将主炮塔采用重叠式布局——即一座炮塔可越过另一座炮塔射击。这种设计在保持与无畏舰同等装甲防护的同时，实现了排水量减轻三千吨的突破。
“南卡罗来纳”号和“密歇根”号在服役生涯的大部分时间里隶属于大西洋舰队，和平时期的主要任务包括例行训练和对外港口的外交访问。1914年墨西哥革命期间，两舰共同参与了韦拉克鲁斯占领行动。第一次世界大战爆发后，由于最高航速较低，它们与旧式前无畏舰混编执行任务，先是在美国东海岸开展中立巡航，后期又为跨大西洋船队提供护航（最远至赴欧航线中途）。战后根据《华盛顿海军条约》规定，两舰于1921至1922年相继转为训练舰并退役，最终在1924年拆解。
| 舰名           | 主要武器   | 排水量  | 推进系统                               | 服役       | 服役      | 服役      | 服役       |
| 舰名           | 主要武器   | 排水量  | 推进系统                               | 开工       | 下水      | 交付      | 结局       |
| -------------- | ---------- | ------- | -------------------------------------- | ---------- | --------- | --------- | ---------- |
| “南卡羅萊納”號 | 8门305毫米 | 17900吨 | 2台三联膨胀发动机；18节（33公里/小时） | 1906年12月 | 1908年7月 | 1910年3月 | 1924年拆解 |
| “密西根”號     | 8门305毫米 | 17900吨 | 2台三联膨胀发动机；18节（33公里/小时） | 1906年12月 | 1908年5月 | 1910年1月 | 1924年拆解 |

### 特拉华级

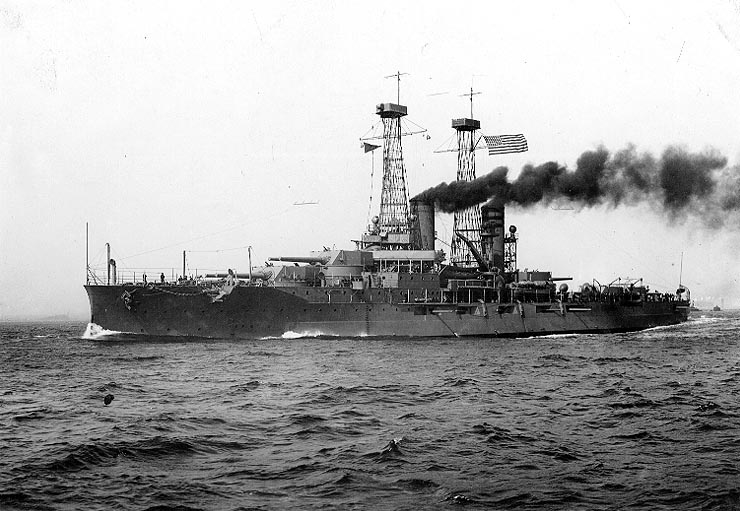
1912年左右的美国海军“北达科他”号战列舰

美国国会和海军都意识到，无畏舰的性能远超南卡罗来纳级战列舰——而后者正是国会此前自行设定的尺寸限制下设计建造的产物。国会开始认为这类限制脱离实际，因此特拉华级成为美国首批完全不受约束设计的主力舰，其授权建造法案明确要求打造“火力最强、防护最优、航速最快”的战列舰。最终设计方案催生了吨位远超前辈的巨舰。作为技术验证，该级两舰还采用了不同的动力系统：“特拉华”号配备三胀式蒸汽机，“北达科他”号则搭载蒸汽轮机以供对比评估。
两舰均被编入大西洋舰队服役。1910年末，“特拉华”号与“北达科他”号共同完成欧洲访问，前者更在次年单独执行了南美诸国巡访任务。1914年，两舰共同参与了韦拉克鲁斯占领行动。美国参加第一次世界大战后，“特拉华”号被派赴欧洲，成为英国大舰队麾下美式战列舰第九分队成员，参与对德国公海舰队的封锁行动。而“北达科他”号则留守本土，整个战争期间均作为训练舰使用。战后两舰曾多次重返欧洲访问，最终于1923年同步退役——“特拉华”号1924年即遭拆解，“北达科他”号则被用作靶舰，直至1931年才解体。
| 舰名         | 主要武器    | 排水量  | 推进系统                               | 服役       | 服役       | 服役      | 服役       |
| 舰名         | 主要武器    | 排水量  | 推进系统                               | 开工       | 下水       | 交付      | 结局       |
| ------------ | ----------- | ------- | -------------------------------------- | ---------- | ---------- | --------- | ---------- |
| “德拉瓦”號   | 10门305毫米 | 22760吨 | 2台三联膨胀发动机；21节（39公里/小时） | 1907年11月 | 1909年2月  | 1910年4月 | 1924年拆解 |
| “北達科他”號 | 10门305毫米 | 22760吨 | 2台蒸汽轮机；21节（39公里/小时）       | 1907年11月 | 1908年11月 | 1910年4月 | 1931年拆解 |

### 佛罗里达级

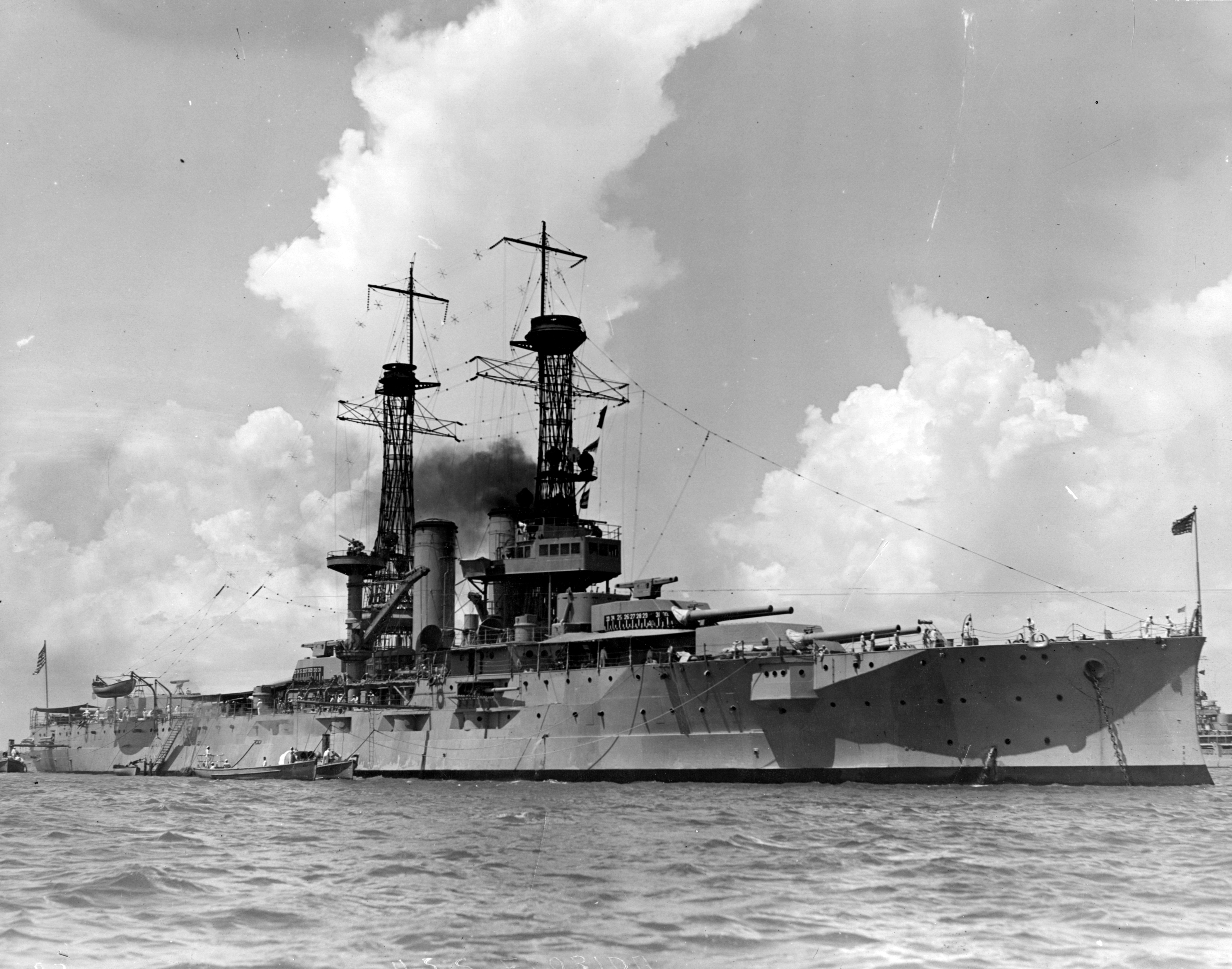
1921年左右的“佛罗里达”号战列舰

佛罗里达级战列舰是其前型特拉华级的改进版本，但两舰级整体设计仍高度相似。新型战列舰通过增加舰体宽度获得了更高的稳心高度，从而显著改善了浮力稳定性，同时舰体结构所受应力也大幅降低。该舰级还配备了新型127毫米副炮，这些火炮安装在装甲防护更强的炮廓内。

两艘军舰最初都在大西洋舰队服役。它们参加了1914年韦拉克鲁斯的占领行动，派遣海军陆战队登陆作战。随后三年间，这些战列舰主要进行常规训练和演习。美国于1917年参加第一次世界大战，“佛罗里达”号作为第九战列舰分队的一部分被派往欧洲，而“犹他”号则在大西洋护航船队。战后两舰都回到大西洋舰队的常规训练中，并在1920年代上半叶进行了现代化改造。美国于1930年签署《伦敦海军条约》，根据条约规定，这两艘军舰都应被淘汰。“佛罗里达”号于次年退役并被拆解。而“犹他”号则被解除武装，改装成无线电控制靶舰和防空武器测试平台。该舰在1941年12月珍珠港事件中被两枚鱼雷击中倾覆。其船体后来被部分打捞并拖近岸边，但救援努力失败，其残骸至今仍留在福特岛附近。
| 舰名         | 主要武器    | 排水量  | 推进系统                         | 服役      | 服役       | 服役      | 服役       |
| 舰名         | 主要武器    | 排水量  | 推进系统                         | 开工      | 下水       | 交付      | 结局       |
| ------------ | ----------- | ------- | -------------------------------- | --------- | ---------- | --------- | ---------- |
| “佛羅里達”號 | 10门305毫米 | 23400吨 | 4台蒸汽轮机；21节（39公里/小时） | 1909年3月 | 1910年5月  | 1911年9月 | 1931年拆解 |
| “猶他”號     | 10门305毫米 | 23400吨 | 4台蒸汽轮机；21节（39公里/小时） | 1909年3月 | 1909年12月 | 1911年8月 | 1941年沉没 |

### 怀俄明级

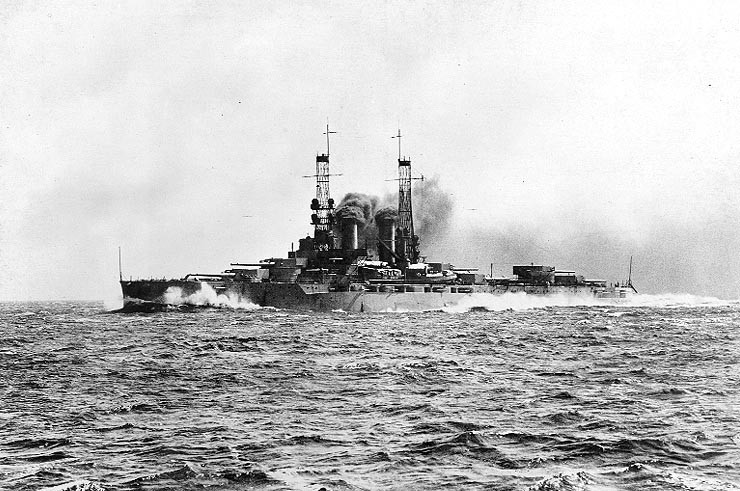
1912–1913年间的美国海军“怀俄明”号战列舰

怀俄明级的设计灵感来自前型佛罗里达级，但增加了一座主炮塔。海军原本希望新战列舰配备356毫米舰炮，因为英国皇家海军当时已将其战列舰主炮口径增至343毫米。然而开发这种口径的火炮将使新舰级建造进度延迟至少两年，且会导致舰体过大而无法适配现有港口设施，因此最终保留了305毫米舰炮。其他改进包括将127毫米副炮的仰角提高以及优化装甲布局方案。
两艘军舰最初都在大西洋舰队服役，执行常规训练任务。它们于1913年在地中海巡航，次年参与了韦拉克鲁斯的占领行动。美国参加第一次世界大战后，“怀俄明”号于1917年作为第九战列舰分队成员前往欧洲，“阿肯色”号则于次年加入该分队。两舰共同见证了1918年11月德国公海舰队的投降。战后它们短暂在太平洋舰队服役，随后返回大西洋舰队，并在1920年代后半期进行了现代化改造。根据《伦敦海军条约》规定，“怀俄明”号于1931年改装为训练舰，一直服役至1947年被拆解。“阿肯色”号则继续现役，在美国参加二战后为北非航线船队护航，随后参与诺曼底登陆、法国南部登陆以及硫磺岛和冲绳战役的岸轰任务。战后该舰在十字路口行动中被用作靶舰，于1946年7月被击沉。
| 舰名       | 主要武器    | 排水量  | 推进系统                         | 服役      | 服役      | 服役      | 服役       |
| 舰名       | 主要武器    | 排水量  | 推进系统                         | 开工      | 下水      | 交付      | 结局       |
| ---------- | ----------- | ------- | -------------------------------- | --------- | --------- | --------- | ---------- |
| “懷俄明”號 | 12门305毫米 | 27680吨 | 4台蒸汽轮机；20节（38公里/小时） | 1910年2月 | 1911年5月 | 1912年9月 | 1947年拆解 |
| “阿肯色”號 | 12门305毫米 | 27680吨 | 4台蒸汽轮机；20节（38公里/小时） | 1910年1月 | 1911年1月 | 1912年9月 | 1946年沉没 |

### 纽约级

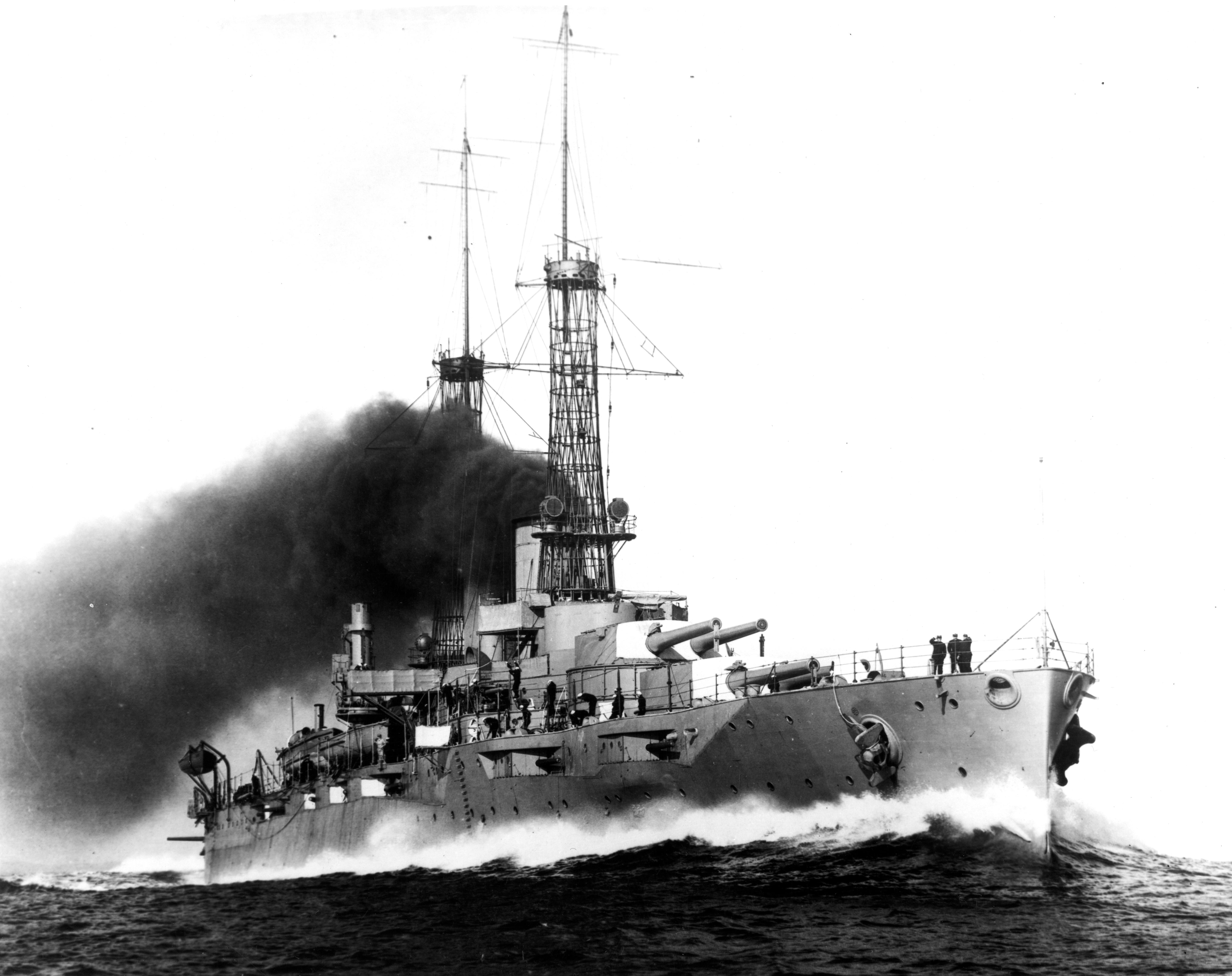
1915年的美国海军“纽约”号战列舰

纽约级的设计源自怀俄明级战列舰的某个初步方案。因此，这两个舰级非常相似，尺寸也大致相当。纽约级是美国海军首批装备356毫米舰炮的战列舰。1911年，美国参议院海军事务委员会曾试图缩小该级舰的尺寸以削减当年海军预算，但这一举措被海军部长阻止。

两艘军舰在服役后不久就参与了韦拉克鲁斯的占领行动。美国参加第一次世界大战后，它们作为第九战列舰分队成员被派往欧洲，其中“纽约”号担任分队旗舰，并可能在1918年10月意外撞沉一艘德国U型潜艇。两舰在战争期间主要执行封锁和护航任务，战争结束时见证了德国公海舰队的投降。在两次世界大战之间的时期，两舰主要进行常规训练和演习。美国参加第二次世界大战后，两舰在1942年为北非登陆行动提供支援，随后多年从事护航任务。“德克萨斯”号在1944年诺曼底登陆和法国南部登陆期间执行岸轰任务，之后与“纽约”号一起转战太平洋战区，参与硫磺岛和冲绳战役。“纽约”号在战后被用于十字路口行动核试验，但幸存下来并于1948年被故意击沉。而“德克萨斯”号则在1948年退役，并在其同名州被改造成博物馆舰。
| 舰名         | 主要        | 排水量  | 推进系统                               | 服役      | 服役       | 服役      | 服役             |
| 舰名         | 主要        | 排水量  | 推进系统                               | 开工      | 下水       | 交付      | 结局             |
| ------------ | ----------- | ------- | -------------------------------------- | --------- | ---------- | --------- | ---------------- |
| “紐約”號     | 10门356毫米 | 28820吨 | 2台三联膨胀发动机；21节（39公里/小时） | 1911年9月 | 1912年10月 | 1914年5月 | 1948年沉没       |
| “德克薩斯”號 | 10门356毫米 | 28820吨 | 2台三联膨胀发动机；21节（39公里/小时） | 1911年4月 | 1912年5月  | 1914年3月 | 作为博物馆船保存 |

### 内华达级

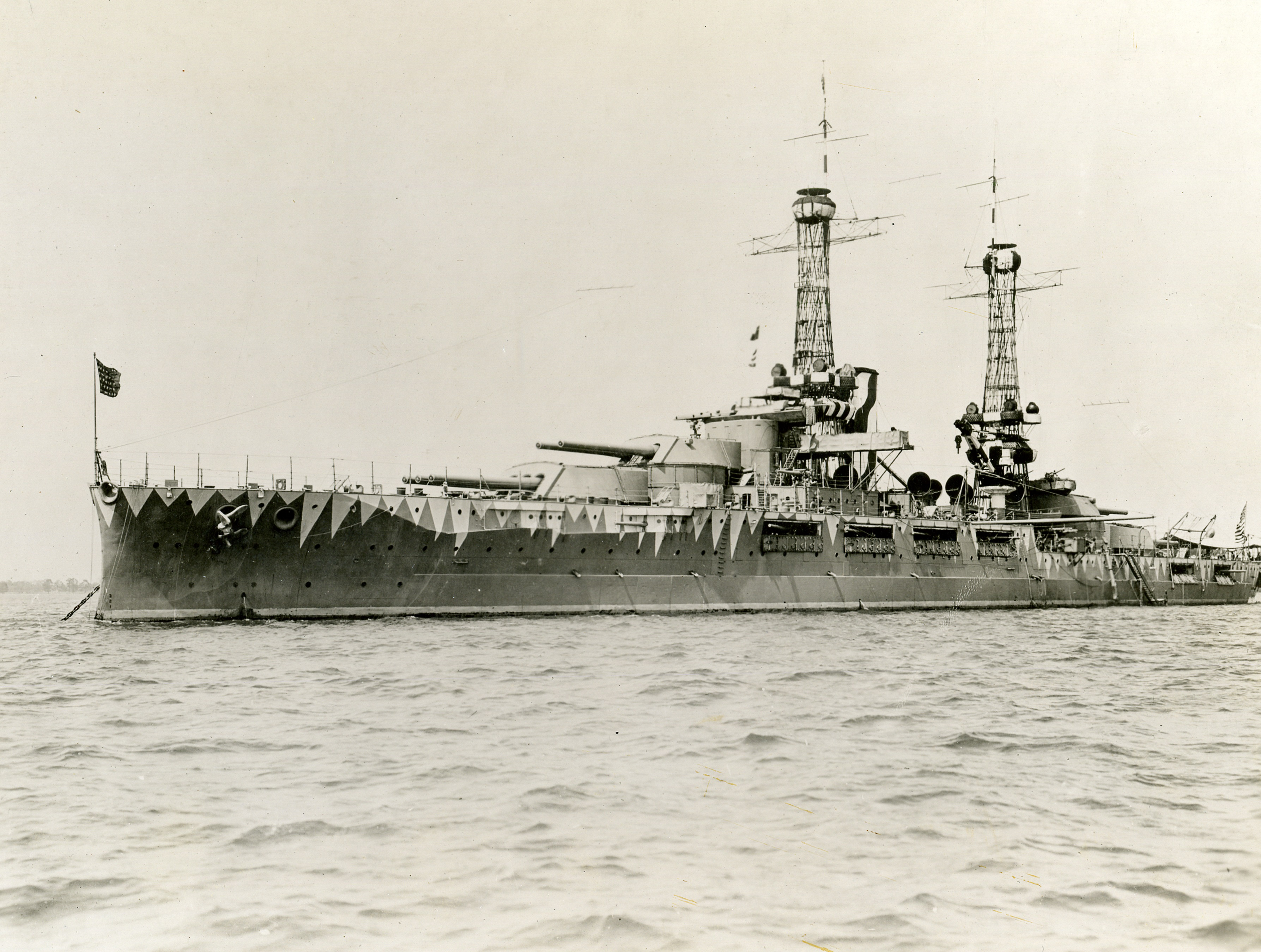
1917年左右的“俄克拉荷马”号战列舰

美国战列舰的持续发展导致国会中政治反对声音日益强烈，主要原因是不断攀升的造价。此外，海军部长开始否决美国海军总委员会关于建造更大型、更强力军舰的提案，这导致设计方案趋于标准化。内华达级及其后续舰艇被称为“标准型战列舰”，其特点是在火力、装甲、速度和续航力方面保持统一标准，仅进行渐进式改进。内华达级是美国首级装备三联装主炮塔的战列舰，也是首级采用“全有或全无”装甲防护设计的军舰，该设计仅对弹药库和轮机舱等要害部位提供防护。
两艘军舰在服役前两年主要参与训练任务，随后在第一次世界大战最后几个月被调往为前往英国的船队护航。战后它们被调往太平洋舰队，此后二十年主要从事例行训练和对外港口的外交访问。两舰在1920年代末都进行了现代化改造。1941年12月珍珠港遇袭时，两舰均遭日军飞机攻击。“俄克拉荷马”号被九枚鱼雷击中并部分倾覆，1943年被扶正但因损毁过于严重无法重新服役，1947年在拖往拆解途中沉没。“内华达”号则被一枚鱼雷和六至十枚炸弹击中，为避免沉没而抢滩搁浅。该舰被打捞修复并完成现代化改装，1943年重新服役执行岸轰任务，先后参与阿留申群岛战役、诺曼底登陆、法国南部登陆以及硫磺岛和冲绳战役。战后该舰退役，先被用于十字路口行动核试验，后于1948年被故意击沉。
| 舰名           | 主要武器    | 排水量  | 推进系统                               | 服役       | 服役      | 服役      | 服役       |
| 舰名           | 主要武器    | 排水量  | 推进系统                               | 开工       | 下水      | 交付      | 结局       |
| -------------- | ----------- | ------- | -------------------------------------- | ---------- | --------- | --------- | ---------- |
| “內華達”號     | 10门356毫米 | 28900吨 | 2台蒸汽轮机；20节（38公里/小时）       | 1912年11月 | 1914年7月 | 1916年3月 | 1948年沉没 |
| “奧克拉荷馬”號 | 10门356毫米 | 28900吨 | 2台三联膨胀发动机；20节（38公里/小时） | 1912年10月 | 1914年3月 | 1916年5月 | 1947年沉没 |

### 宾夕法尼亚级

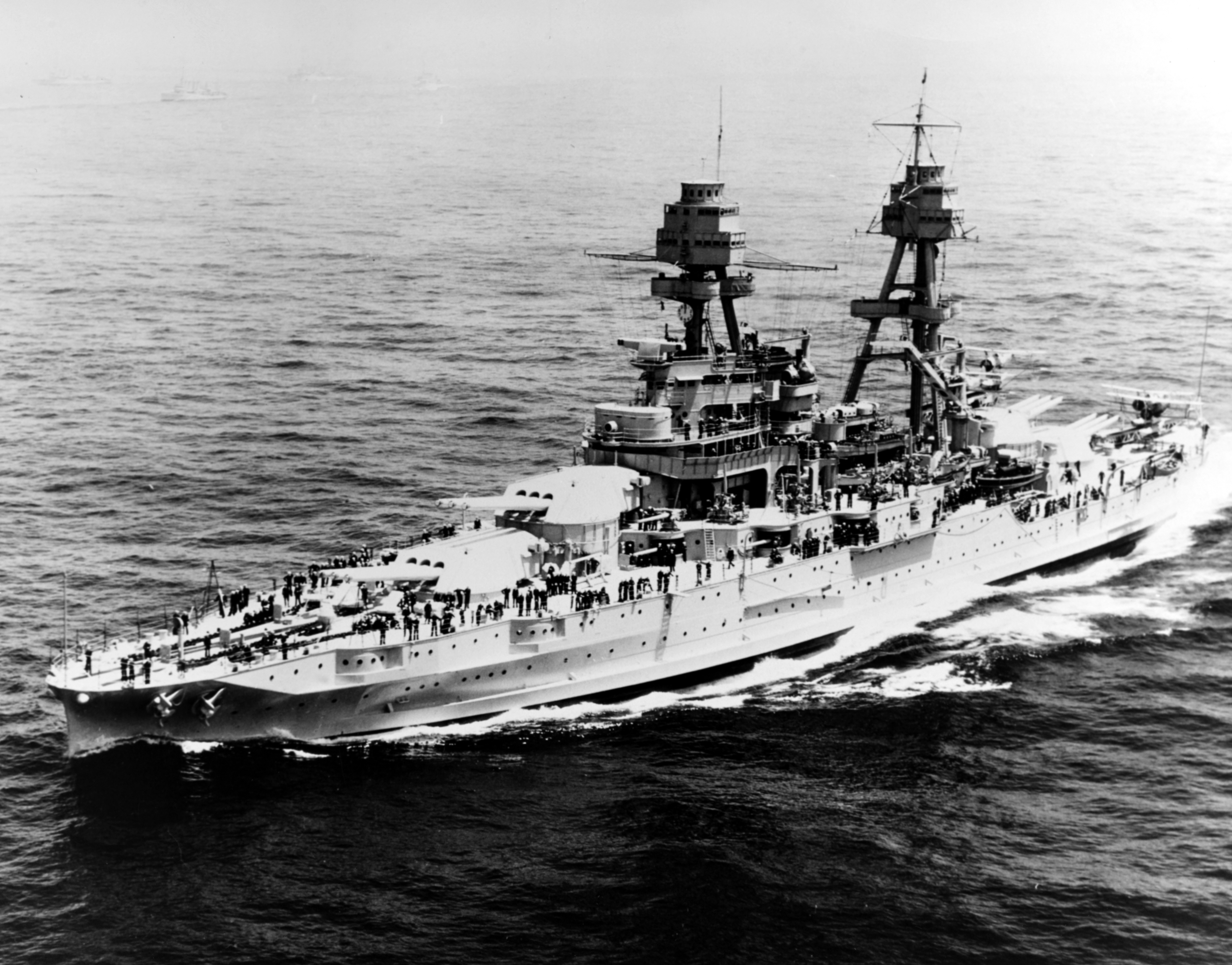
1934年的美国海军“宾夕法尼亚”号战列舰

宾夕法尼亚级的设计受到尺寸不得超过前型内华达级的限制，但最终获批方案仍比前型尺寸更大，排水量增加约四千吨。该级两舰是美国海军首批全部采用三联装主炮塔配置的战列舰。由于国会政治反对势力影响，两舰的建造预算分别在不同财年获批，打破了此前每个财年同时订购两艘战列舰的惯例。

这些军舰在第一次世界大战期间服役，但整个战争期间都留在美国。在两次世界大战之间的时期，两舰作为太平洋舰队的一部分，主要进行例行训练和年度舰队演习。它们在1929至1931年间进行了现代化改造。1941年12月珍珠港遇袭时，两舰正停泊在珍珠港。“亚利桑那”号被炸弹击中后因内部爆炸损毁，其上层建筑和武器虽被移除，但大部分残骸仍沉没在原地。“宾夕法尼亚”号仅受轻伤并迅速重返现役，主要执行岸轰任务，先后参与阿留申群岛、吉尔伯特和马绍尔群岛、马里亚纳和帕劳群岛以及菲律宾战役。该舰1945年在前往冲绳战役途中遭鱼雷重创，战争结束时仍在维修。战后它被用于十字路口行动核试验，最终于1948年被故意击沉。
| 舰名           | 主要武器    | 排水量  | 推进系统                         | 服役       | 服役      | 服役       | 服役       |
| 舰名           | 主要武器    | 排水量  | 推进系统                         | 开工       | 下水      | 交付       | 结局       |
| -------------- | ----------- | ------- | -------------------------------- | ---------- | --------- | ---------- | ---------- |
| “賓夕法尼亞”號 | 12门356毫米 | 32430吨 | 4台蒸汽轮机；21节（39公里/小时） | 1913年10月 | 1915年3月 | 1916年6月  | 1948年沉没 |
| “亞利桑那”號   | 12门356毫米 | 32430吨 | 4台蒸汽轮机；21节（39公里/小时） | 1914年3月  | 1915年6月 | 1916年10月 | 1941年沉没 |

### 新墨西哥级

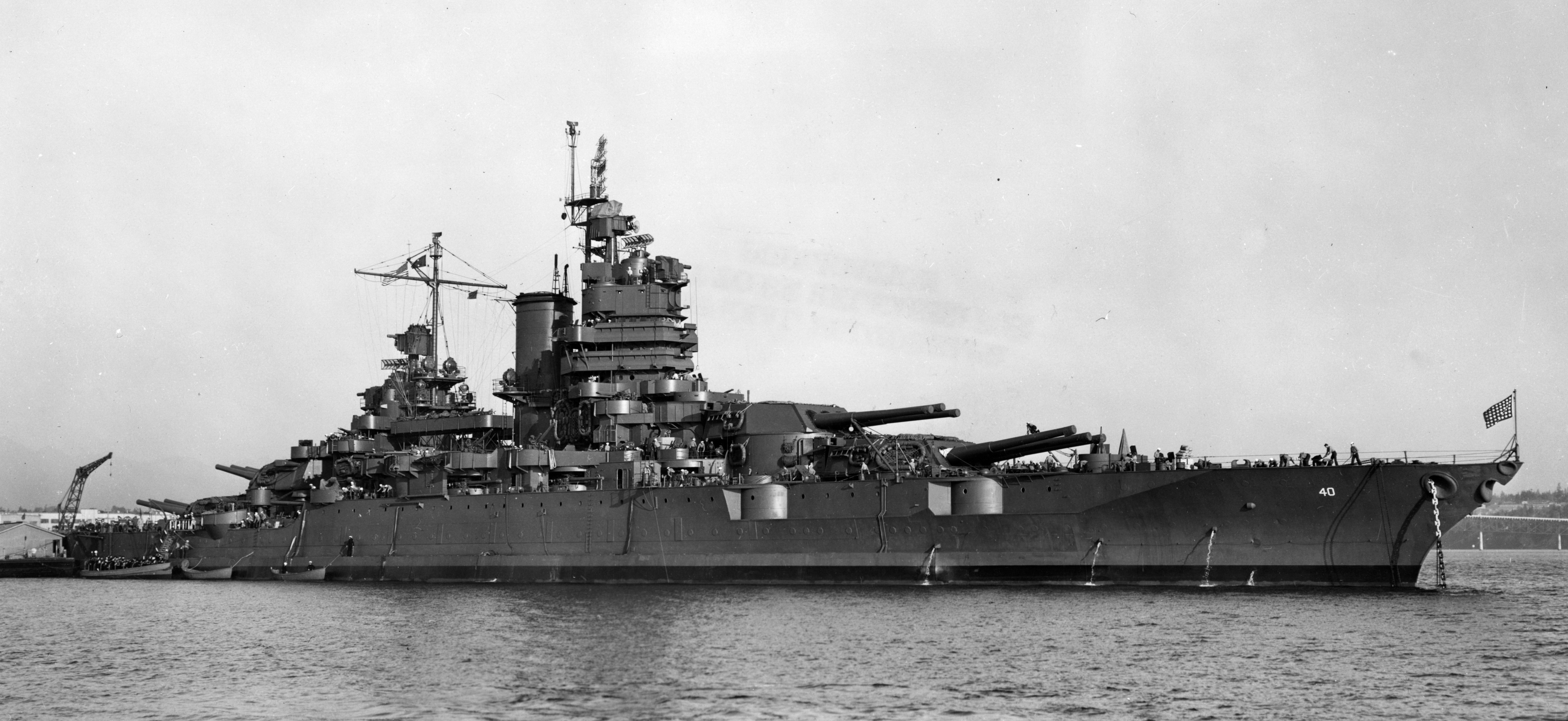
1943年的美国海军“新墨西哥”号战列舰

新墨西哥级的设计很大程度上基于前型宾夕法尼亚级，但进行了一些小幅度改进，包括采用飞剪型舰艏以提高适航性、重新布置副炮位置使其在恶劣海况下不易浸水、加强甲板装甲防护以及采用新型威力更强的356毫米三联装主炮塔。设计阶段曾考虑使用406毫米舰炮，但最终放弃该方案，因其会显著增加建造成本且当时相比356毫米火炮并未提供足够优势。作为试验，“新墨西哥”号采用了被认为效率更高的涡轮-电力推进系统。最初仅订购两艘，但1914年密西西比级前无畏舰出售给希腊的这笔交易为第三艘的建造提供了足够资金。
这些战列舰最初隶属于大西洋舰队，但很快被调往太平洋舰队。在两次世界大战之间的时期，三舰主要与整个舰队一起进行常规训练和大型演习。1939年欧洲第二次世界大战爆发后，新墨西哥级舰艇返回大西洋舰队执行中立巡逻和保护美国商船的任务。珍珠港遇袭后它们重返太平洋，1942年在西海岸巡逻，随后被用于太平洋战区的岸轰作战。在此后的三年里，它们参与了阿留申群岛、吉尔伯特和马绍尔群岛、马里亚纳和帕劳群岛以及菲律宾战役，还有硫磺岛和冲绳战役。战争结束时参与了对日占领的初期行动，之后立即返回美国。“新墨西哥”号和“爱达荷”号于1946年退役，1947年拆解。而“密西西比”号则被改装为炮兵训练舰，并作为包括导弹在内的新武器测试平台，直到1956年退役拆解。
| 舰名         | 主要         | 排水量  | 推进系统                                    | 服役       | 服役      | 服役       | 服役       |
| 舰名         | 主要         | 排水量  | 推进系统                                    | 开工       | 下水      | 交付       | 结局       |
| ------------ | ------------ | ------- | ------------------------------------------- | ---------- | --------- | ---------- | ---------- |
| “新墨西哥”號 | 12门356 毫米 | 33530吨 | 4台蒸汽轮机；4台电动机；21节（39公里/小时） | 1915年10月 | 1917年4月 | 1918年5月  | 1947年拆解 |
| “密西西比”號 | 12门356 毫米 | 33530吨 | 4台蒸汽轮机；21节（39公里/小时）            | 1915年4月  | 1917年1月 | 1917年12月 | 1956年拆解 |
| “愛達荷”號   | 12门356 毫米 | 33530吨 | 4台蒸汽轮机；21节（39公里/小时）            | 1915年1月  | 1917年6月 | 1919年3月  | 1947年拆解 |

### 田纳西级

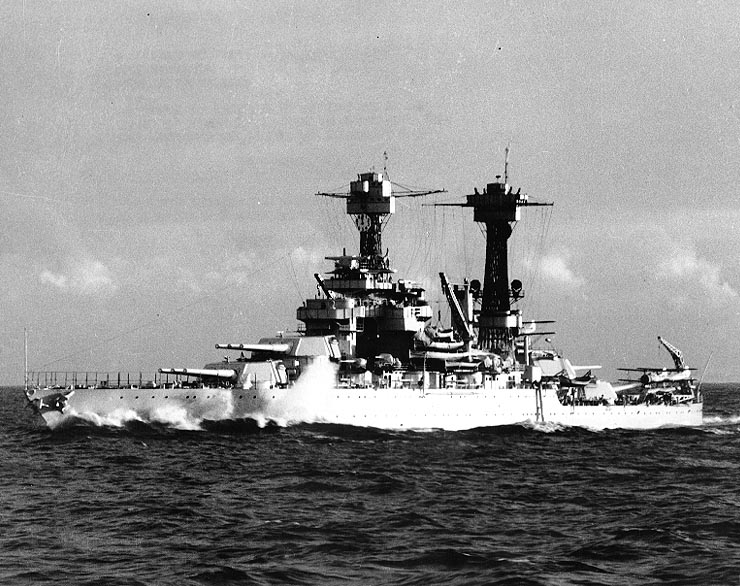
20世纪30年代的美国海军“田纳西”号战列舰

外国战列舰主炮口径增至381毫米的情况促使美国海军考虑建造更大、火力更强的军舰来应对，但这一计划遭到海军部长否决。因此，田纳西级的设计本质上是对前型新墨西哥级的复刻版。其主要改进是采用增强的水下防护系统以抵御水雷和国外新研发的鱼雷。此外，该级战列舰采用了原为后续科罗拉多级开发的涡轮-电力推进系统，这一系统在田纳西级开工建造前被追溯应用。

这些军舰整个服役生涯都在太平洋舰队度过，最初几十年的服役期相对平静，主要活动是与舰队其他舰艇一起进行训练和演习。两舰在1941年12月珍珠港袭击中均遭攻击：“田纳西”号被两枚炸弹击中但未造成重大损伤，“加利福尼亚”号则被两枚鱼雷和一枚炸弹击中后在浅水区沉没。它们经过大规模重建，强化了防空和水下防御能力。重返现役后，先后参与阿留申群岛、吉尔伯特和马绍尔群岛、马里亚纳和帕劳群岛以及菲律宾战役的岸轰任务，随后又参加硫磺岛和冲绳战役。在支援日本初期占领行动后返回美国，于1947年退役。两舰一直留在大西洋后备舰队直至1959年报废拆解。
| 舰名           | 主要武器    | 排水量  | 推进系统                                      | 服役       | 服役       | 服役      | 服役       |
| 舰名           | 主要武器    | 排水量  | 推进系统                                      | 开工       | 下水       | 交付      | 结局       |
| -------------- | ----------- | ------- | --------------------------------------------- | ---------- | ---------- | --------- | ---------- |
| “田納西”號     | 12门356毫米 | 33725吨 | 2台涡轮发动机；4台电动机；21节（39公里/小时） | 1917年5月  | 1919年4月  | 1920年6月 | 1959年拆解 |
| “加利福尼亞”號 | 12门356毫米 | 33725吨 | 2台涡轮发动机；4台电动机；21节（39公里/小时） | 1916年10月 | 1919年11月 | 1921年8月 | 1959年拆解 |

### 科罗拉多级

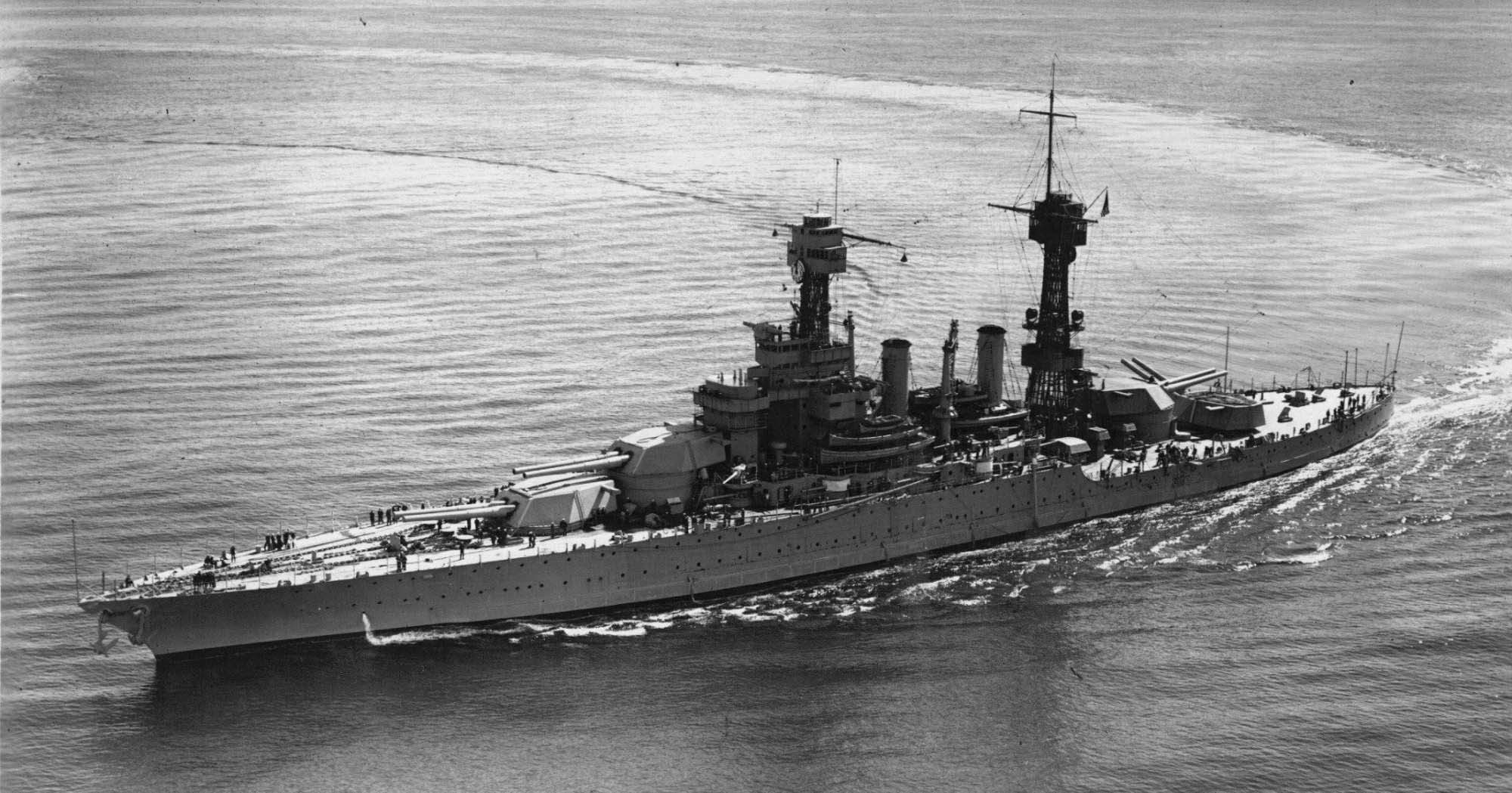
1924年的美国海军“科罗拉多”号战列舰

406毫米舰炮曾考虑用于之前的舰级，但美国海军部长始终以成本过高和缺乏明显需求为由否决。尽管如此，这类火炮的研发工作在1910年代前半期仍在继续。直到科罗拉多级才获准采用406毫米主炮，但这是唯一被允许的重大改动。因此，科罗拉多级的设计基本沿袭前型田纳西级，只是改为安装四座406毫米双联装炮塔。
本级订购的四艘军舰中，有三艘最终完工。“华盛顿”号在《华盛顿海军条约》签署两天后被取消建造，当时已完成75%，其船体于1924年11月在火炮和装甲测试研究过程中被击沉。完工的几艘战列舰在两次世界大战之间主要进行例行演习训练和对外港口的外交访问。1941年12月日军袭击珍珠港时，“马里兰”号和“西弗吉尼亚”号正停泊在该基地；前者被两枚炸弹击中但损伤不大，后者则被七枚鱼雷和两枚炸弹重创。“科罗拉多”号和“马里兰”号经过现代化改装后，参与了吉尔伯特和马绍尔群岛战役以及马里亚纳和帕劳群岛战役。“西弗吉尼亚”号进行了大规模改装，直到1944年才重新服役，加入其姊妹舰参与菲律宾战役。此后三舰都参加了硫磺及琉球群島戰事，战争结束时返回本土。它们于1947年退役并封存，最终在1959年报废拆解。
| 舰名           | 主要武器   | 排水量  | 推进系统                                      | 服役      | 服役       | 服役       | 服役                   |
| 舰名           | 主要武器   | 排水量  | 推进系统                                      | 开工      | 下水       | 交付       | 结局                   |
| -------------- | ---------- | ------- | --------------------------------------------- | --------- | ---------- | ---------- | ---------------------- |
| “科羅拉多”號   | 8门406毫米 | 34130吨 | 2台涡轮发动机；4台电动机；21节（39公里/小时） | 1919年5月 | 1921年3月  | 1923年8月  | 1959年拆解             |
| “馬里蘭”號     | 8门406毫米 | 34130吨 | 2台涡轮发动机；4台电动机；21节（39公里/小时） | 1917年4月 | 1920年3月  | 1921年7月  | 1959年拆解             |
| “華盛頓”號     | 8门406毫米 | 34130吨 | 2台涡轮发动机；4台电动机；21节（39公里/小时） | 1919年6月 | 1921年9月  | 不適用     | 取消建造；1924年被击沉 |
| ”西維吉尼亞“號 | 8门406毫米 | 34130吨 | 2台涡轮发动机；4台电动机；21节（39公里/小时） | 1920年4月 | 1921年11月 | 1923年12月 | 1959年拆解             |

### 南达科他级（1920年）

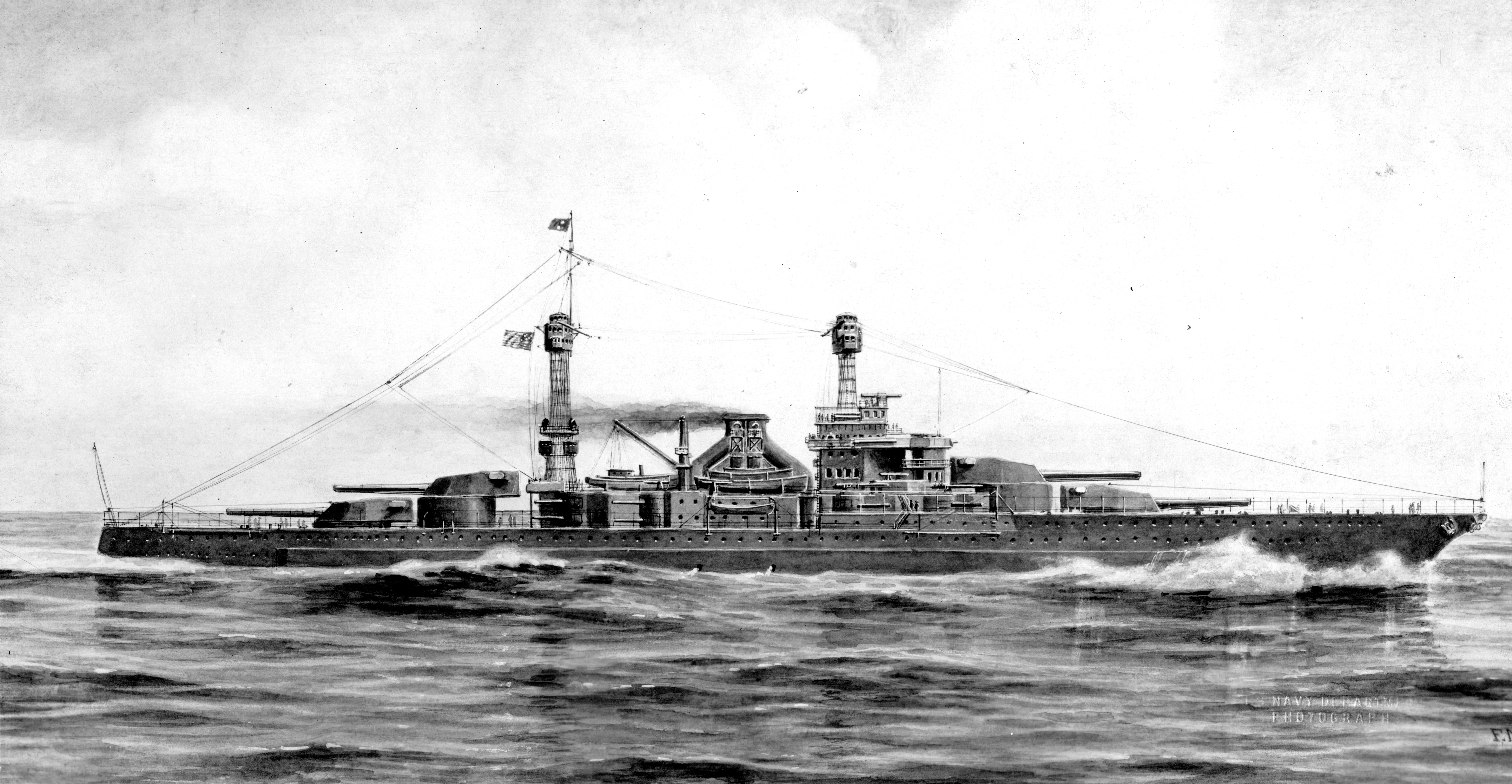
南达科他级战列舰设计图

1914年第一次世界大战的爆发，以及美国海军面对德国等潜在对手时处于劣势的认知，促使美国政府重新考虑其海军建设的限制条件。因此，南达科他级的设计规模大幅提升：其排水量增至四万吨以上，航速提高两节，武备增强为四座三联装共十二门406毫米主炮。尽管尺寸增大，该级舰仍遵循“标准型”设计理念，沿用了与前级战列舰相同的指挥塔、桅杆、推进系统和水下防护体系。

该级舰于1917年获准建造，但同年美国参加第一次世界大战导致工程暂停，优先建造小型舰艇。这使得设计能根据英国在1916年日德兰海战等战役中获得的经验进行小幅修改。它们的建造工程在战后1920至1921年间才开始，最终根据《华盛顿海军条约》条款于1922年取消建造。未完工的船体于次年出售拆解。
| 舰名                 | 主要        | 排水量  | 推进系统                                      | 服役       | 服役   | 服役   | 服役                       |
| 舰名                 | 主要        | 排水量  | 推进系统                                      | 开工       | 下水   | 交付   | 结局                       |
| -------------------- | ----------- | ------- | --------------------------------------------- | ---------- | ------ | ------ | -------------------------- |
| “南达科他”号战列舰   | 12门406毫米 | 47800吨 | 2台涡轮发动机；4台电动机；23节（43公里/小时） | 1920年3月  | 不適用 | 不適用 | 1922年取消建造；1923年拆解 |
| “印第安纳”号战列舰   | 12门406毫米 | 47800吨 | 2台涡轮发动机；4台电动机；23节（43公里/小时） | 1920年11月 | 不適用 | 不適用 | 1922年取消建造；1923年拆解 |
| “蒙大拿”号战列舰     | 12门406毫米 | 47800吨 | 2台涡轮发动机；4台电动机；23节（43公里/小时） | 1920年9月  | 不適用 | 不適用 | 1922年取消建造；1923年拆解 |
| “北卡罗来纳”号战列舰 | 12门406毫米 | 47800吨 | 2台涡轮发动机；4台电动机；23节（43公里/小时） | 1920年1月  | 不適用 | 不適用 | 1922年取消建造；1923年拆解 |
| “爱荷华”号战列舰     | 12门406毫米 | 47800吨 | 2台涡轮发动机；4台电动机；23节（43公里/小时） | 1920年5月  | 不適用 | 不適用 | 1922年取消建造；1923年拆解 |
| “马萨诸塞”号战列舰   | 12门406毫米 | 47800吨 | 2台涡轮发动机；4台电动机；23节（43公里/小时） | 1921年4月  | 不適用 | 不適用 | 1922年取消建造；1923年拆解 |

### 北卡罗来纳级

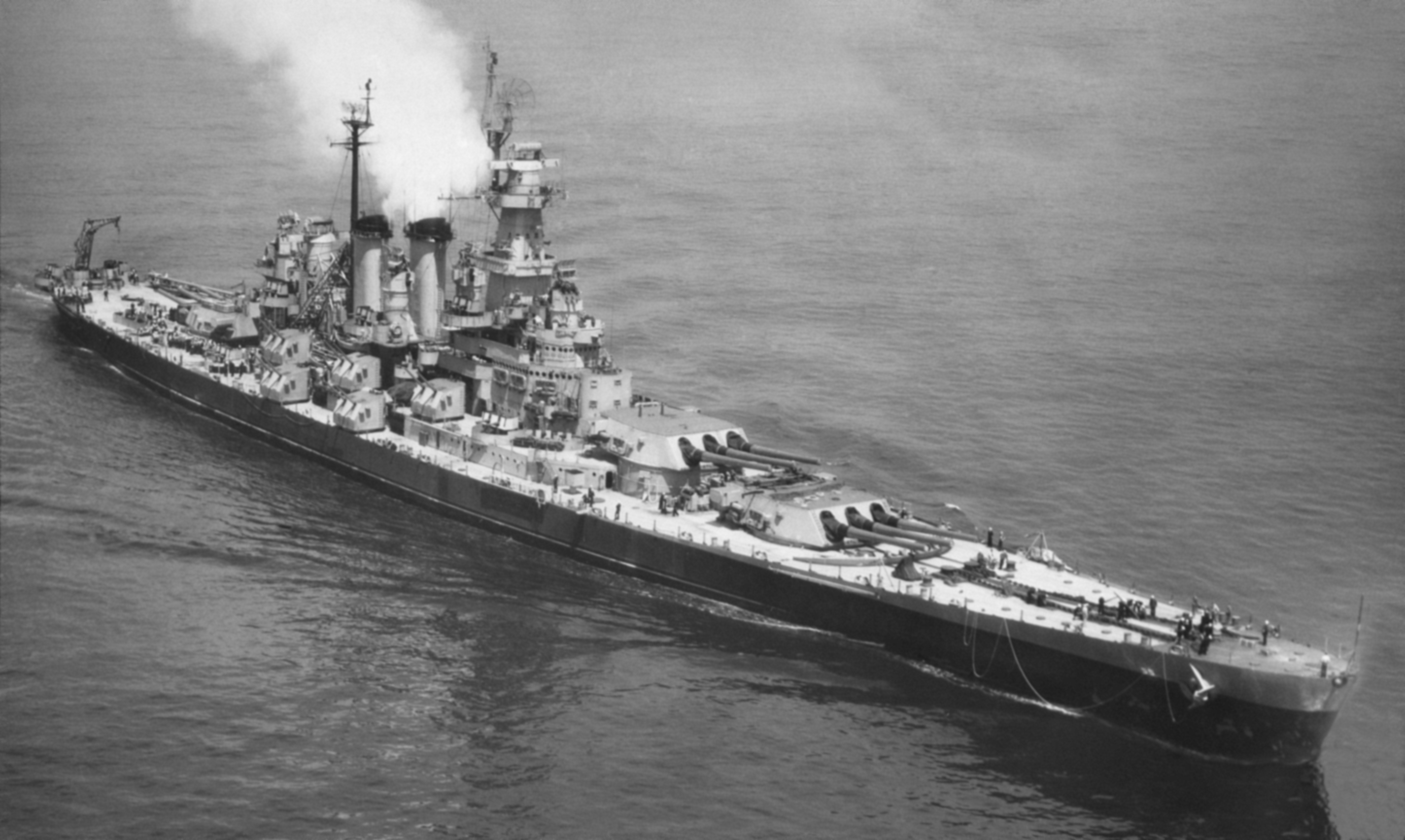
1946年的美国海军“北卡罗来纳”号战列舰

《华盛顿海军条约》将新造战列舰的吨位限制在标准排水量3.6万吨，并禁止十年内建造新舰。1930年《伦敦海军条约》将这一限制延长至1936年，而1936年《第二次伦敦海军条约》则将主炮口径限制在356毫米以内。北卡罗来纳级的设计方案曾考虑过多个符合这些限制的版本，最终获批方案采用三座四联装共十二门356毫米主炮，并提高最高航速以适应航母护航需求。然而美国在1937年援引所谓“阶梯条款”——该条款规定若《华盛顿海军条约》签署国中某些国家未签署《第二次伦敦海军条约》（日本实际尚未未签署），则允许使用最大406毫米口径主炮——因此北卡罗来纳级最终装备了九门406毫米主炮。
“华盛顿”号1942年初在英国本土舰队加强北极航线对苏联的护航任务。随后两舰被调往瓜达尔卡纳尔战役，“华盛顿”号在瓜达尔卡纳尔海战中击沉日本战列舰“雾岛”号。此后两舰先后参与所罗门群岛、吉尔伯特和马绍尔群岛、马里亚纳和帕劳群岛以及火山列岛和琉球群岛战役的航母护航任务，期间也执行过岸轰作战。战争结束时返回美国，1947年退役后封存至1960年。“华盛顿”号于次年拆解，而“北卡罗来纳”号则在其同名州被改建为博物馆舰。
| 舰名           | 主要武器   | 排水量  | 推进系统                         | 服役       | 服役      | 服役      | 服役             |
| 舰名           | 主要武器   | 排水量  | 推进系统                         | 开工       | 下水      | 交付      | 结局             |
| -------------- | ---------- | ------- | -------------------------------- | ---------- | --------- | --------- | ---------------- |
| “北卡羅萊納”號 | 9门406毫米 | 45500吨 | 4台蒸汽轮机；28节（52公里/小时） | 1937年10月 | 1940年6月 | 1941年4月 | 作为博物馆船保存 |
| “華盛頓”號     | 9门406毫米 | 45500吨 | 4台蒸汽轮机；28节（52公里/小时） | 1938年6月  | 1940年6月 | 1941年5月 | 1961年拆解       |

### 南达科他级（1939年）

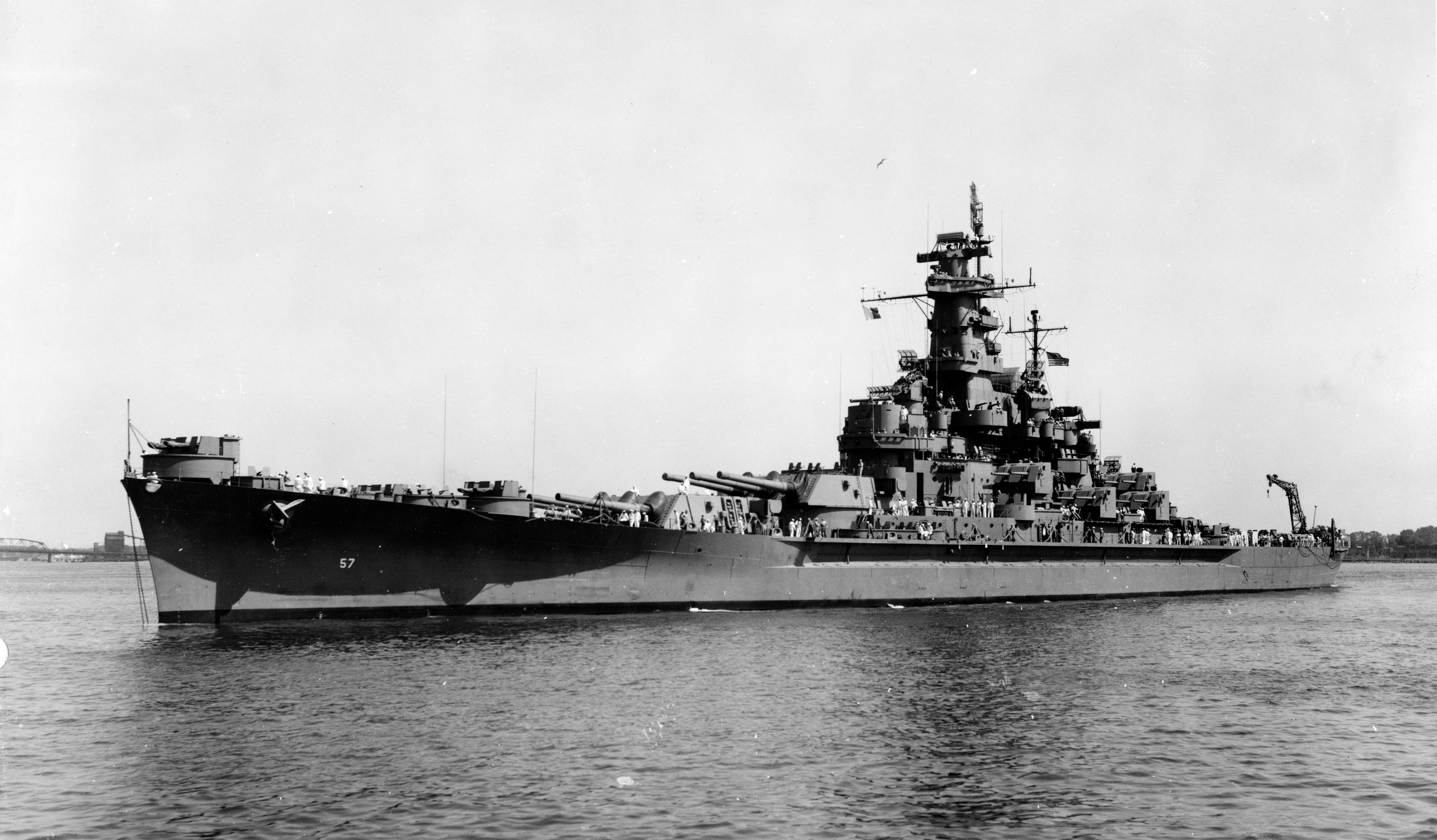
1943年的美国海军“南达科他”号战列舰

《华盛顿海军条约》体系在1937年因国际海军大规模重整军备而瓦解。虽然美国已援引《第二次伦敦海军条约》的“阶梯条款”，获准建造标准排水量4.6万吨、配备406毫米主炮的战列舰，但当时国会仅愿批准维持此前3.6万吨限制的军舰。因此南达科他级被迫沿用前型北卡罗来纳级的主炮配置方案，但在舰体缩短约20米的情况下实现了更厚重的装甲防护并保持同等最高航速。
“南达科他”号和“印第安纳”号刚服役就被派往瓜达尔卡纳尔战役。“马萨诸塞”号支援了北非登陆行动，并与未完工的法国战列舰“让·巴尔”号短暂交火。“亚拉巴马”号则于1943年初增援英国本土舰队。“马萨诸塞”号和“亚拉巴马”号在1943年中期转赴太平洋战区，与姊妹舰共同执行了吉尔伯特和马绍尔群岛、马里亚纳和帕劳群岛、菲律宾以及火山列岛和琉球群岛战役的航母护航与岸轰任务，并对日本本土实施炮击。四舰于1947年退役封存，“南达科他”号1962年报废拆解，“印第安纳”号次年同样处置；而“马萨诸塞”号与“亚拉巴马”号则分别在各自同名州作为博物馆舰保存。
| 舰名         | 主要武器   | 排水量  | 推进系统                         | 服役      | 服役       | 服役      | 服役             |
| 舰名         | 主要武器   | 排水量  | 推进系统                         | 开工      | 下水       | 交付      | 结局             |
| ------------ | ---------- | ------- | -------------------------------- | --------- | ---------- | --------- | ---------------- |
| “南達科他”號 | 9门406毫米 | 45230吨 | 4台蒸汽轮机；27节（50公里/小时） | 1939年7月 | 1941年6月  | 1942年3月 | 1962年拆除       |
| “印第安納”號 | 9门406毫米 | 45230吨 | 4台蒸汽轮机；27节（50公里/小时） | 1939年9月 | 1941年11月 | 1942年4月 | 1963年拆除       |
| “麻薩諸塞”號 | 9门406毫米 | 45230吨 | 4台蒸汽轮机；27节（50公里/小时） | 1939年7月 | 1941年9月  | 1942年5月 | 作为博物馆船保存 |
| “阿拉巴馬”號 | 9门406毫米 | 45230吨 | 4台蒸汽轮机；27节（50公里/小时） | 1940年2月 | 1942年2月  | 1942年8月 | 作为博物馆船保存 |

### 愛荷華级

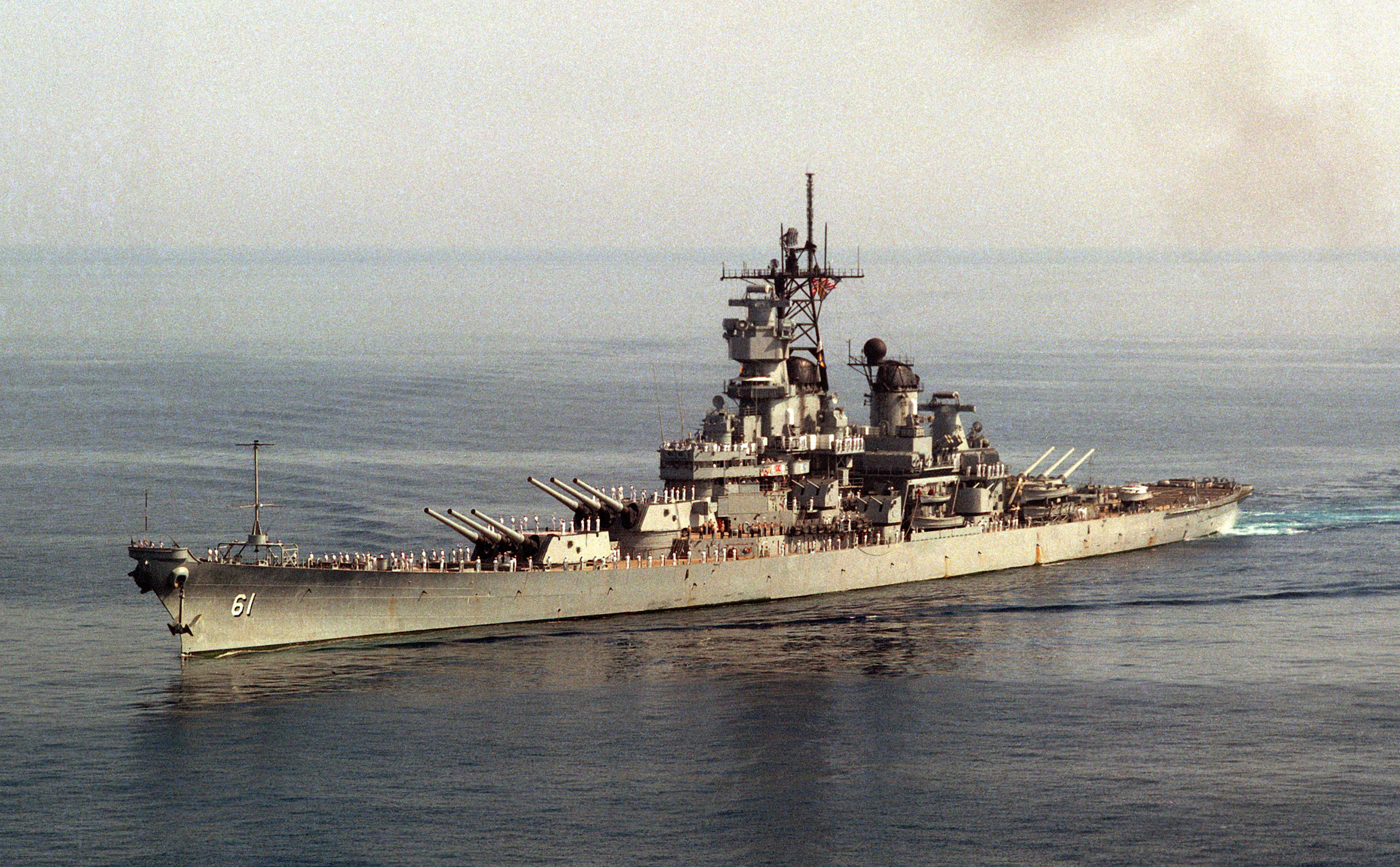
1987年的“爱荷华”号战列舰

1938年左右，国会中对增大战列舰尺寸的政治反对已不再成为制约因素，这使得美国海军能够充分利用《第二次伦敦海军条约》“阶梯条款”所允许的额外1万吨排水量进行设计。这些增加的排水量主要用于延长舰体以实现33节（61公里/小时）的最高航速，比前型南达科他级快6节。此外，该级舰采用了威力更强的406毫米主炮新型号，同时改进了内部隔舱划分以提升抗沉性能。
共订购六艘战列舰，其中最后两艘在二战结束时尚未完工，于1950年代取消建造并拆解。已完工的四艘参与了吉尔伯特和马绍尔群岛、马里亚纳和帕劳群岛、菲律宾以及火山列岛和琉球群岛战役的航母护航任务，并执行岸轰作战。日本投降仪式在“密苏里”号上举行。“爱荷华”号、“新泽西”号和“威斯康星”号战后即退役，但“密苏里”号继续服役。1950年朝鲜战争爆发后，四舰全部重新服役提供炮火支援，战后再次退役封存。“新泽西”号是唯一在1968年重新启用参加越南战争的，仅服役一年后即重返封存状态。四舰在1980年代经过现代化改装后重新服役，参与全球范围的演习和演练。“密苏里”号和“威斯康星”号在1991年海湾战争中执行了沿岸目标炮击任务。四舰均在1990年代初最终退役。它们均被保存为博物馆舰：“密苏里”号1999年在夏威夷、“新泽西”号2001年在其同名州、“威斯康星”号2006年在弗吉尼亚州、“爱荷华”号2012年在加利福尼亚州。
| 舰名         | 主要       | 排水量  | 推进系统                         | 服役       | 服役       | 服役      | 服役             |
| 舰名         | 主要       | 排水量  | 推进系统                         | 开工       | 下水       | 交付      | 结局             |
| ------------ | ---------- | ------- | -------------------------------- | ---------- | ---------- | --------- | ---------------- |
| “愛荷華”號   | 9门406毫米 | 58460吨 | 4台蒸汽轮机；33节（61公里/小时） | 1940年6月  | 1942年8月  | 1943年2月 | 作为博物馆船保存 |
| “新澤西”號   | 9门406毫米 | 58460吨 | 4台蒸汽轮机；33节（61公里/小时） | 1940年9月  | 1942年12月 | 1943年5月 | 作为博物馆船保存 |
| “密蘇里”號   | 9门406毫米 | 58460吨 | 4台蒸汽轮机；33节（61公里/小时） | 1941年1月  | 1944年1月  | 1944年6月 | 作为博物馆船保存 |
| “威斯康辛”號 | 9门406毫米 | 58460吨 | 4台蒸汽轮机；33节（61公里/小时） | 1941年1月  | 1943年12月 | 1944年4月 | 作为博物馆船保存 |
| “伊利諾”號   | 9门406毫米 | 58460吨 | 4台蒸汽轮机；33节（61公里/小时） | 1942年12月 | 不適用     | 不適用    | 取消；1958年拆解 |
| “肯塔基”號   | 9门406毫米 | 58460吨 | 4台蒸汽轮机；33节（61公里/小时） | 1942年3月  | 不適用     | 不適用    | 取消；1959年拆解 |

### 蒙大拿级

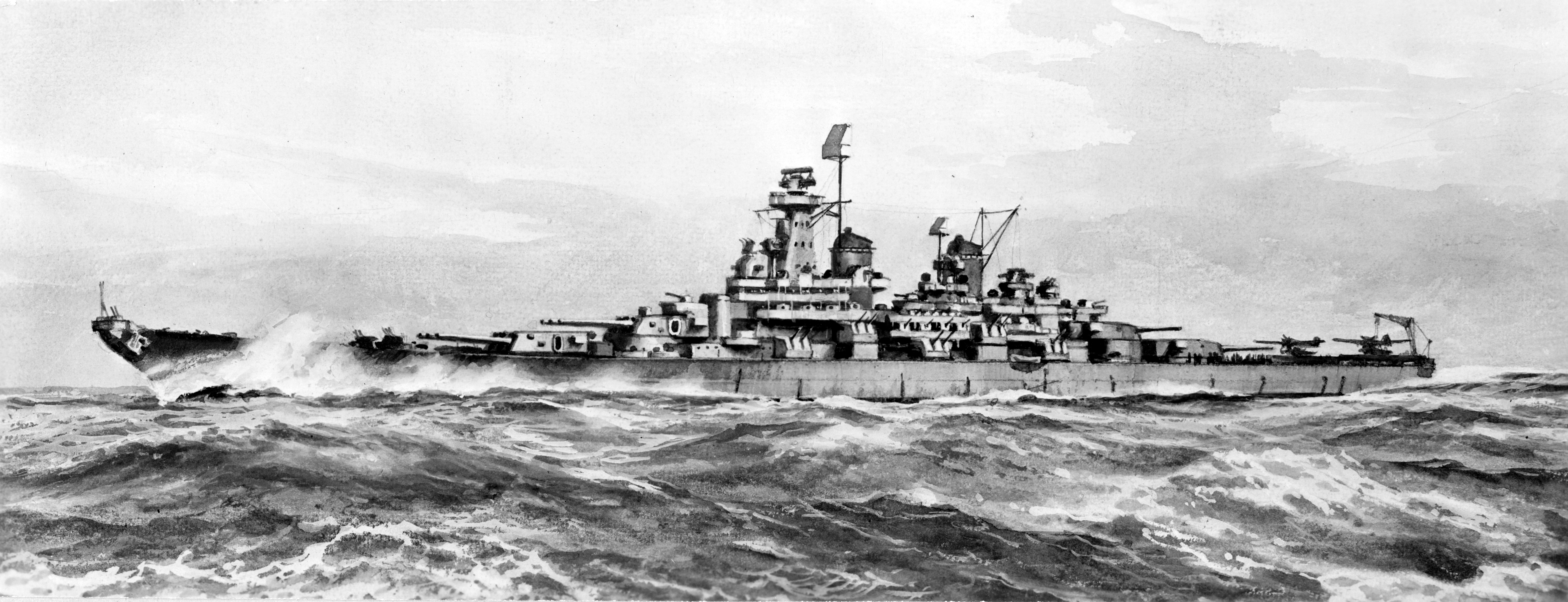
蒙大拿级战列舰设计图

蒙大拿级的设计完全不受国际条约限制，因此设计师能够大幅增加舰体尺寸以容纳预期改进并实现最大战斗力。该设计基于前型爱荷华级，增加一座406毫米三联装主炮塔并增强装甲防护，但最高航速降至28节。这些战列舰还计划配备新型号的127毫米副炮/高平两用炮及其双联装炮塔。

1942年订购的五艘战列舰被暂缓建造，因为爱荷华级战列舰和埃塞克斯级航母正在相同船厂建造且具有更高优先级。蒙大拿级于同年6月暂停建造，并在工程开始前的次年正式取消，原因是海军认为航母比战列舰具有更高的战略价值。
| 舰名                 | 主要武器    | 排水量  | 推进系统                         | 服役   | 服役   | 服役   | 服役       |
| 舰名                 | 主要武器    | 排水量  | 推进系统                         | 开工   | 下水   | 交付   | 结局       |
| -------------------- | ----------- | ------- | -------------------------------- | ------ | ------ | ------ | ---------- |
| “蒙大拿”號           | 12门406毫米 | 72105吨 | 4台蒸汽轮机；28节（52公里/小时） | 不適用 | 不適用 | 不適用 | 1943年取消 |
| “俄亥俄”号战列舰     | 12门406毫米 | 72105吨 | 4台蒸汽轮机；28节（52公里/小时） | 不適用 | 不適用 | 不適用 | 1943年取消 |
| “缅因”号战列舰       | 12门406毫米 | 72105吨 | 4台蒸汽轮机；28节（52公里/小时） | 不適用 | 不適用 | 不適用 | 1943年取消 |
| “新罕布什尔”号战列舰 | 12门406毫米 | 72105吨 | 4台蒸汽轮机；28节（52公里/小时） | 不適用 | 不適用 | 不適用 | 1943年取消 |
| “路易斯安那”号战列舰 | 12门406毫米 | 72105吨 | 4台蒸汽轮机；28节（52公里/小时） | 不適用 | 不適用 | 不適用 | 1943年取消 |

## 脚注

### 引文
1. ↑  Reilly & Scheina 1980，第21頁
2. ↑  Chesneau, Koleśnik & Campbell 1979，第139頁
3. ↑  Friedman 1985，第24–25頁
4. ↑  Reilly & Scheina 1980，第210頁
5. 1 2  Gardiner & Lambert 1992，第121頁
6. ↑  Chesneau, Koleśnik & Campbell 1979，第140頁
7. ↑  Reilly & Scheina 1980，第59頁
8. 1 2 3  . 美國海軍軍艦辭典.   [2025-07-02]. （原始内容存档于2025-04-01） （美国英语）.
9. 1 2 3  . 美國海軍軍艦辭典. 歷史與遺產司令部.   [2025-07-02] （美国英语）.
10. 1 2 3  . 美國海軍軍艦辭典. 歷史與遺產司令部.   [2025-07-02] （美国英语）.
11. ↑  Reilly & Scheina 1980，第66–67頁
12. ↑  Reilly & Scheina 1980，第54頁
13. ↑  Friedman 1985，第425頁
14. ↑  Reilly & Scheina 1980，第58, 68頁
15. ↑  Friedman 1985，第29–30頁
16. 1 2  . 美國海軍軍艦辭典. 歷史與遺產司令部.   [2022-07-12]. （原始内容存档于2025-04-01） （英语）.
17. 1 2 3  Friedman 1985，第426頁
18. 1 2  Friedman 1985，第30頁
19. 1 2 3  Chesneau, Koleśnik & Campbell 1979，第141頁
20. ↑  Friedman 1985，第30–31頁
21. ↑  Friedman 1985，第31–33頁
22. 1 2  . 美國海軍軍艦辭典. 歷史與遺產司令部.   [2025-07-02]. （原始内容存档于2019-11-07） （美国英语）.
23. 1 2  . 美國海軍軍艦辭典. 歷史與遺產司令部.   [2025-07-02]. （原始内容存档于2020-09-08） （美国英语）.
24. 1 2  Friedman 1985，第427頁
25. ↑  Friedman 1985，第37–38頁
26. 1 2  . 美國海軍軍艦辭典. 歷史與遺產司令部.   [2025-07-02]. （原始内容存档于2025-04-01） （美国英语）.
27. 1 2  . 美國海軍軍艦辭典. 歷史與遺產司令部.   [2025-07-02]. （原始内容存档于2020-10-23） （美国英语）.
28. 1 2  . 美國海軍軍艦辭典. 歷史與遺產司令部.   [2025-07-02] （美国英语）.
29. 1 2 3 4 5 6  Chesneau, Koleśnik & Campbell 1979，第142頁
30. ↑  Friedman 1985，第38頁
31. 1 2  . 美國海軍軍艦辭典. 歷史與遺產司令部.   [2025-07-02] （美国英语）.
32. 1 2  . 美國海軍軍艦辭典. 歷史與遺產司令部.   [2025-07-02] （美国英语）.
33. 1 2  . 美國海軍軍艦辭典. 歷史與遺產司令部.   [2025-07-02]. （原始内容存档于2025-04-18） （美国英语）.
34. 1 2 3  Friedman 1985，第428頁
35. ↑  Friedman 1985，第42–43頁
36. 1 2  . 美國海軍軍艦辭典. 歷史與遺產司令部.   [2025-07-02] （美国英语）.
37. 1 2  . 美國海軍軍艦辭典. 歷史與遺產司令部.   [2025-07-02] （美国英语）.
38. 1 2  . 美國海軍軍艦辭典. 歷史與遺產司令部.   [2025-07-02]. （原始内容存档于2025-04-18） （美国英语）.
39. 1 2  . 美國海軍軍艦辭典. 歷史與遺產司令部.   [2025-07-02]. （原始内容存档于2025-04-18） （美国英语）.
40. 1 2  . 美國海軍軍艦辭典. 歷史與遺產司令部.   [2025-07-02] （美国英语）.
41. 1 2 3 4 5 6  Chesneau, Koleśnik & Campbell 1979，第143頁
42. ↑  Friedman 1985，第42頁
43. ↑  Friedman 1985，第43–44頁
44. ↑  Chesneau, Koleśnik & Campbell 1979，第143–144頁
45. ↑  Silverstone 2006，第6頁
46. 1 2  . 美國海軍軍艦辭典. 歷史與遺產司令部.   [2025-07-02]. （原始内容存档于2022-05-13） （美国英语）.
47. 1 2  . 美國海軍軍艦辭典. 歷史與遺產司令部.   [2025-07-02]. （原始内容存档于2023-02-12） （美国英语）.
48. 1 2  . 美國海軍軍艦辭典. 歷史與遺產司令部.   [2025-07-02] （美国英语）.
49. 1 2  . 美國海軍軍艦辭典. 歷史與遺產司令部.   [2025-07-02]. （原始内容存档于2025-04-18） （美国英语）.
50. 1 2  . 美國海軍軍艦辭典. 歷史與遺產司令部.   [2025-07-02]. （原始内容存档于2022-04-02） （美国英语）.
51. 1 2  . 美國海軍軍艦辭典. 歷史與遺產司令部.   [2025-07-02]. （原始内容存档于2025-04-18） （美国英语）.
52. ↑  Friedman 1985，第44, 424頁
53. ↑  Reilly & Scheina 1980，第187頁
54. ↑  Reilly & Scheina 1980，第197頁
55. 1 2  刘杨 (2021)，第124頁.
56. 1 2  . 美國海軍軍艦辭典. 歷史與遺產司令部.   [2025-07-02]. （原始内容存档于2025-04-26） （美国英语）.
57. 1 2  . 美國海軍軍艦辭典. 歷史與遺產司令部.   [2025-07-02] （美国英语）.
58. 1 2 3  Chesneau, Koleśnik & Campbell 1979，第144頁
59. ↑  Friedman 1985，第51–52頁
60. ↑  Friedman 1985，第53–55頁
61. ↑  Friedman 1985，第51頁
62. 1 2  . 美國海軍軍艦辭典. 歷史與遺產司令部.   [2025-07-02] （美国英语）.
63. 1 2  . 美國海軍軍艦辭典. 歷史與遺產司令部.   [2025-07-02]. （原始内容存档于2025-04-01） （美国英语）.
64. 1 2  Friedman 1985，第431頁
65. ↑  Friedman 1985，第430頁
66. ↑  Friedman 1985，第64–65頁
67. ↑  Friedman 1986，第112–113頁
68. 1 2  . 美國海軍軍艦辭典. 歷史與遺產司令部.   [2025-07-02] （美国英语）.
69. 1 2  . 美國海軍軍艦辭典. 歷史與遺產司令部.   [2025-07-02]. （原始内容存档于2025-04-26） （美国英语）.
70. 1 2 3  Friedman 1986，第113頁
71. ↑  Friedman 1985，第71頁
72. 1 2 3 4 5 6  Friedman 1986，第114頁
73. 1 2  . 美國海軍軍艦辭典. 歷史與遺產司令部.   [2025-07-02]. （原始内容存档于2020-10-19） （美国英语）.
74. 1 2  . 美國海軍軍艦辭典. 歷史與遺產司令部.   [2025-07-02]. （原始内容存档于2018-12-15） （美国英语）.
75. ↑  Friedman 1985，第86–89頁
76. 1 2  . 美國海軍軍艦辭典. 歷史與遺產司令部.   [2025-07-02]. （原始内容存档于2025-04-18） （美国英语）.
77. 1 2  . 美國海軍軍艦辭典. 歷史與遺產司令部.   [2025-07-02]. （原始内容存档于2025-04-01） （美国英语）.
78. ↑  Friedman 1985，第434頁
79. ↑  Friedman 1985，第93頁
80. ↑  Friedman 1985，第95頁
81. 1 2  . 美國海軍軍艦辭典. 歷史與遺產司令部.   [2025-07-02] （美国英语）.
82. 1 2  . 美國海軍軍艦辭典. 歷史與遺產司令部.   [2025-07-02]. （原始内容存档于2025-04-01） （美国英语）.
83. 1 2 3  Gardiner & Gray 1985，第114頁
84. ↑  Friedman 1985，第101頁
85. ↑  Friedman 1985，第101–102, 107頁
86. 1 2  . 美國海軍軍艦辭典. 歷史與遺產司令部.   [2025-07-02]. （原始内容存档于2019-06-28） （美国英语）.
87. 1 2  . 美國海軍軍艦辭典. 歷史與遺產司令部.   [2025-07-02]. （原始内容存档于2019-06-02） （美国英语）.
88. ↑  Friedman 1985，第107頁
89. 1 2  Friedman 1986，第115頁
90. ↑  Friedman 1985，第113–116頁
91. 1 2  . 美國海軍軍艦辭典. 歷史與遺產司令部.   [2025-07-02]. （原始内容存档于2019-05-31） （美国英语）.
92. 1 2  . 美國海軍軍艦辭典. 歷史與遺產司令部.   [2025-07-02]. （原始内容存档于2025-04-01） （美国英语）.
93. 1 2 3  Friedman 1985，第440頁
94. ↑  Friedman 1985，第121–125頁
95. ↑  Friedman 1985，第128頁
96. 1 2  . 美國海軍軍艦辭典. 歷史與遺產司令部.   [2025-07-02] （美国英语）.
97. 1 2  . 美國海軍軍艦辭典. 歷史與遺產司令部.   [2025-07-02] （美国英语）.
98. 1 2  . 美國海軍軍艦辭典. 歷史與遺產司令部.   [2025-07-02] （美国英语）.
99. 1 2 3 4 5 6  Friedman 1986，第117頁
100. ↑  Friedman 1985，第121–122頁
101. ↑  Friedman 1985，第122, 134頁
102. ↑  Friedman 1985，第136頁
103. 1 2  . 美國海軍軍艦辭典. 歷史與遺產司令部.   [2025-07-02] （美国英语）.
104. 1 2  . 美國海軍軍艦辭典. 歷史與遺產司令部.   [2025-07-02]. （原始内容存档于2019-06-01） （美国英语）.
105. ↑  Friedman 1985，第116, 118頁
106. ↑  Friedman 1985，第128, 137頁
107. 1 2 3  . 美國海軍軍艦辭典. 歷史與遺產司令部.   [2025-07-02]. （原始内容存档于2023-04-23） （美国英语）.
108. ↑  Friedman 1985，第186頁
109. 1 2  . 美國海軍軍艦辭典. 歷史與遺產司令部.   [2025-07-02] （美国英语）.
110. 1 2  . 美國海軍軍艦辭典. 歷史與遺產司令部.   [2025-07-02]. （原始内容存档于2025-04-01） （美国英语）.
111. 1 2  . 美國海軍軍艦辭典. 歷史與遺產司令部.   [2025-07-02]. （原始内容存档于2025-04-01） （美国英语）.
112. 1 2 3 4 5 6  Friedman 1986，第118頁
113. ↑  Friedman 1985，第155–157頁
114. ↑  Friedman 1985，第156–157頁
115. 1 2  Friedman 1985，第420–421頁
116. ↑  Friedman 1985，第244–265頁
117. 1 2  . 美國海軍軍艦辭典. 歷史與遺產司令部.   [2025-07-02]. （原始内容存档于2025-04-01） （美国英语）.
118. 1 2  . 美國海軍軍艦辭典. 歷史與遺產司令部.   [2025-07-02]. （原始内容存档于2019-06-01） （美国英语）.
119. 1 2 3  Friedman 1985，第447頁
120. ↑  Friedman 1985，第281–283頁
121. ↑  Friedman 1985，第285–286頁
122. 1 2  . 美國海軍軍艦辭典. 歷史與遺產司令部.   [2025-07-02]. （原始内容存档于2021-11-14） （美国英语）.
123. 1 2  . 美國海軍軍艦辭典. 歷史與遺產司令部.   [2025-07-02] （美国英语）.
124. 1 2  . 美國海軍軍艦辭典. 歷史與遺產司令部.   [2025-07-02]. （原始内容存档于2020-11-24） （美国英语）.
125. 1 2  . 美國海軍軍艦辭典. 歷史與遺產司令部.   [2025-07-02] （美国英语）.
126. 1 2 3  Friedman 1985，第448頁
127. ↑  Friedman 1985，第307–314頁
128. 1 2  Garzke & Dulin 1995，第288頁
129. 1 2 3 4 5  . 美國海軍軍艦辭典. 歷史與遺產司令部.   [2025-07-02] （美国英语）.
130. 1 2 3 4 5  . 美國海軍軍艦辭典. 歷史與遺產司令部.   [2025-07-02]. （原始内容存档于2017-05-10） （美国英语）.
131. 1 2 3 4 5  . 美國海軍軍艦辭典. 歷史與遺產司令部.   [2025-07-02]. （原始内容存档于2017-05-10） （美国英语）.
132. 1 2 3 4 5  . 美國海軍軍艦辭典. 歷史與遺產司令部.   [2025-07-02]. （原始内容存档于2025-04-01） （美国英语）.
133. ↑  . Battleship USS Iowa.   [2022-07-24] （英语）.
134. 1 2 3  . Battleship New Jersey.   [2022-07-24] （英语）.
135. 1 2 3  . Battleship USS Iowa.   [2022-07-24]. （原始内容存档于2025-03-24） （英语）.
136. 1 2 3  Friedman 1985，第449頁
137. ↑  Friedman 1985，第330–337頁
138. 1 2  Garzke & Dulin 1995，第165頁
139. 1 2 3  Friedman 1985，第450頁